# Mary Ann Nichols
Pour les articles homonymes, voir Nichols.
 (septembre 2014).
Mary Ann Nichols (Londres, 26 août 1845-Londres, 31 août 1888), dite Polly Nichols, née Walker, est la première des cinq victimes, généralement reconnues ou « canoniques », de Jack l'Éventreur.

## Biographie
Mary Ann Walker voit le jour dans la Cité de Londres, fille d'Edward — serrurier, puis forgeron — et de Caroline. Elle est baptisée quelques années après sa naissance, en 1851.
Lorsqu'elle a sept ans, sa mère meurt de la tuberculose, maladie qui emporte probablement son frère cadet peu après. Le ménage se réduit alors à trois personnes, mais la fillette peut fréquenter l'école grâce aux revenus supplémentaires de son frère aîné.

### Son ménage avec William Nichols
En 1864, elle épouse à Londres William Nichols à Sainte-Bride, une église de la City. Son mari travaille dans une imprimerie de la City, à Whitefriars (en). Le couple emménage Bouverie Street (en), à l'ouest de la City, mais s'installe rapidement chez le père de Polly Nichols, Trafalgar Street, quartier de Walworth. Ils y vivent environ dix ans. Après la naissance de leurs trois premiers enfants, Edward John (en 1866), Percy George (en 1868), et Alice Esther (en 1870), ils s'installent vers 1874-1875 dans l'une des cités ouvrières construites par le philanthrope américain George Peabody dans Stamford Street (en). Leur loyer est de 5 shillings et 6 pence par semaine. Naissent alors leurs deux derniers enfants, Eliza Sarah (en 1876) et Henry Alfred (en 1878). Le couple traverse de nombreuses crises ponctuées de ruptures et de retrouvailles, et se sépare pour la dernière fois en 1880. Le mari reproche en particulier à sa femme son penchant pour l'alcool. D'après son témoignage, elle aurait déserté cinq ou six fois le domicile conjugal avant de le quitter définitivement,,,.

### La séparation
Après le départ de sa femme, William Nichols lui verse une pension de cinq shillings par semaine. Mais il interrompt ce versement en 1882. Les «Gardiens» de la Lambeth Union, organisme paroissial impliqué dans l'assistance aux démunis, tentent de le faire revenir sur sa décision et le font citer au tribunal de Lambeth (en). La garde des enfants est également en jeu. Pour se justifier, Nichols invoque la liaison de sa femme — qu'il a fait espionner en 1881 — avec un autre homme,. De son côté, le beau-père accuse Nichols de s'être mis en ménage avec la voisine, Rosetta Walls — qui avait assisté Polly dans son dernier accouchement en 1878 — ne lui laissant pas d'autre choix que la fuite. Mais Nichols affirme que sa relation avec Rosetta Walls, qu'il épousera plus tard, est postérieure d'au moins deux ans au départ de sa femme,.

### Lesworkhouses

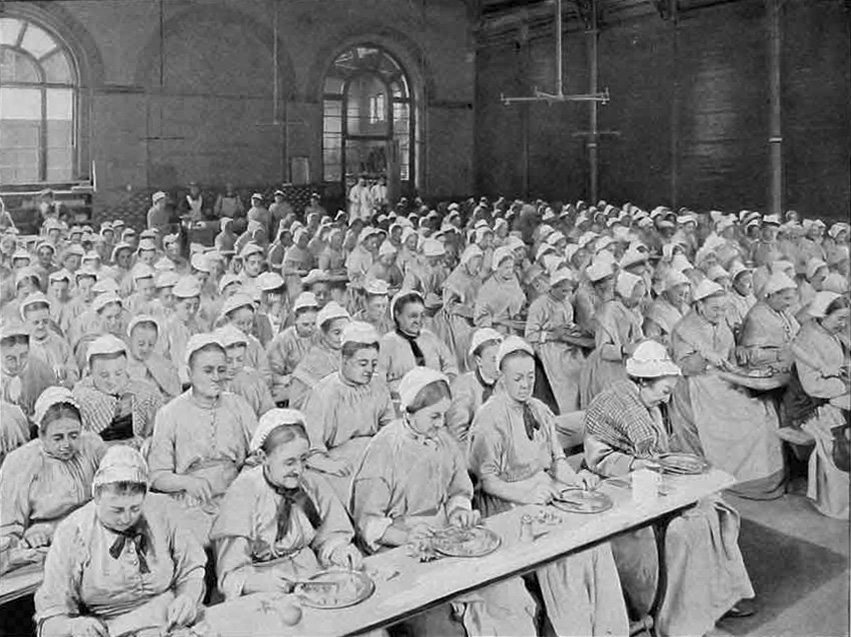
Réfectoire des femmes dans un workhouse. Ici à St. Pancras, photographie de 1911

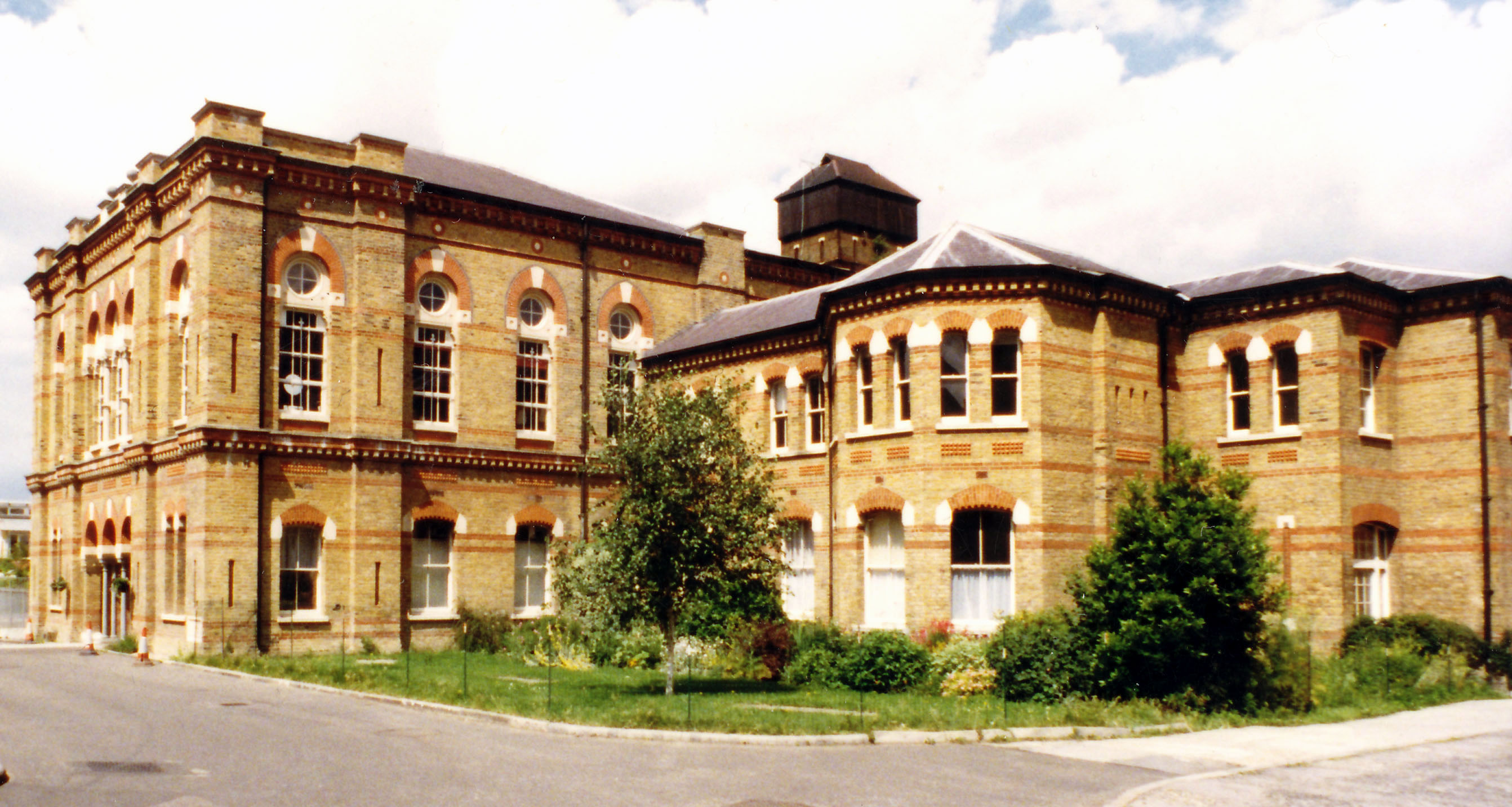
Le Lambeth Workhouse. Abrite aujourd'hui le Cinema Museum. Photographie de 2010

En 1880-1881, puis en 1882-1883, Polly Nichols est placée au workhouse de Lambeth, sorte d'établissement d'assistance sociale fournissant un emploi, sous une surveillance quasi pénitentiaire, aux personnes démunies et fragiles. Elle y fait la connaissance de Mary Ann Monk. En janvier 1883, elle est hospitalisée quelques jours à la Lambeth Infirmary pour alcoolisme,.
Ensuite, elle retourne vivre trois mois chez son père, entre mars et mai 1883, dans le quartier de Camberwell. Cependant, celui-ci lui reproche son accoutumance à l'alcool. Au lendemain d'une explication houleuse, elle déserte le foyer paternel. Témoignant sur les circonstances de ce départ, Edward Walker affirme qu'il ne l'a pas chassée, mais qu'elle est partie de sa propre volonté.
De juin 1883 à octobre 1887, elle partage la vie d'un forgeron, Thomas Dew, dont l’échoppe est située York Street, dans le quartier de Walworth. En juin 1886, elle est présente aux funérailles de son frère Edward, mort tragiquement lors de l'explosion d'une lampe à pétrole.
Elle retombe dans la précarité en octobre 1887. Après une journée passée dans un workhouse du quartier de St. Giles (en), elle est transférée jusqu'à l'hiver à celui de Strand, dans le quartier d'Edmonton. En décembre, elle dort dans la rue, et fait partie des sans-abris ramassés par la police à Trafalgar Square. Elle est alors renvoyée pour quelques jours au Lambeth Workhouse (en),, puis transférée de janvier à avril 1888 à celui de Mitcham, dans le quartier d'Holborn. Après une nouvelle hospitalisation pour alcoolisme à l'infirmary d'Holborn, elle retourne au Lambeth Workhouse, où elle resserre ses liens amicaux avec Mary Ann Monk, et se lie également à Mme Scorer.

### Chez les Cowdry
En avril ou mai 1888, le sort de Polly Nichols s'améliore temporairement lorsque le Lambeth Workhouse lui procure un emploi de servante chez des particuliers, Samuel et Sarah Cowdry, ménage dévot de la petite bourgeoisie du quartier de Wandsworth. Le mari occupe un emploi de chef de travaux dans la police. Elle écrit à son père une lettre datée du 17 avril, où elle se dit heureuse de sa nouvelle situation : la maison est spacieuse, avec un jardin arboré. Ses patrons la traitent agréablement, la laissant parfois seule dans la demeure, et ne l'accablent pas de travail. Elle lui demande des nouvelles de son fils aîné, Edward John, qui est venu emménager chez lui l'année précédente. Mais lorsque son père lui écrit à son tour, la lettre reste sans réponse, car depuis le 12 juillet, Polly Nichols a quitté ses employeurs en dérobant des vêtements pour une valeur de trois livres et dix shillings,,.
Vers la mi-juillet, elle retrouve Mary Ann Monk à la sortie du Lambeth Workhouse. Les deux femmes vont boire un verre ensemble au Duke's Head, Lower Kennington Road,,.

### Spitalfields, Whitechapel
Après être retournée pour un ou deux jours dans un workhouse, Polly Nichols trouve refuge dès le 13 ou le 14 juillet dans le quartier de Spitalfields, à la lodging house Wilmott, au 18 Thrawl Street, logement collectif qui abrite soixante-six femmes,,. Elle y occupe, pour quatre pence la nuit, une chambre de quatre lits avec trois ou quatre autres femmes. Elle partage sans doute le même lit avec Emily Holland (ou Ellen Holland), avec laquelle elle se lie d'amitié. Mais là encore, le séjour est temporaire. Au bout de six semaines, le 24 août, elle trouve un gîte à la White House du 56, Flower and Dean Street, rue voisine de Thrawl Street et l'un des lieux les plus mal famés de Londres. La White House est une doss-house (en), asile pour sans abris vivant dans la promiscuité, où hommes et femmes peuvent partager une même chambre pour la nuit. Ces deux rues sont à proximité immédiate du croisement d'Osborn Street et de Bricklane où Emma Elizabeth Smith a été mortellement blessée.

## Les attaques précédentes

### L'agression d'Annie Millwood
Le samedi 25 février 1888, Annie Millwood est hospitalisée à 17 h à la Whitechapel Workhouse Infirmary, comme le révèlent les archives de l'institution, après avoir reçu de multiples coups de couteau aux jambes et à l'abdomen. Un article de l'Eastern Post donne quelques détails sur l'agression qu'elle a subie par un inconnu utilisant un couteau pliant qu'il avait dans la poche. Aucun témoin n'a assisté à la scène. Elle décrit son agresseur comme un étranger. Au bout d'un mois, Annie Millwood semble rétablie et sort le 21 mars, pour être placée au South Grove Workhouse, Mile End Road (dans le prolongement nord-est de Whitechapel Road, quartier de Bow). Mais dix jours plus tard, le 31 mars, alors qu'elle est en plein travail, elle meurt subitement dans la cour du bâtiment. Une enquête judiciaire est ouverte par le coroner Baxter le 5 avril, et conclut à une « rupture de l'artère pulmonaire par ulcération » ayant causé un « épanchement soudain dans le péricarde ». Aucun lien n'est établi avec son agression du mois précédent. Mais le cas retient l'attention de plusieurs auteurs tentés d'y voir un lien avec l'un des meurtriers de Whitechapel, peut-être l'assassin de Martha Tabram. Souvent oubliée, elle serait néanmoins la première de la série macabre des femmes assassinées au cours de l'année 1888.
Veuve d'un soldat nommé Richard Millwood, âgée de 38 ans, la victime vivait dans une lodging house, l'une des quatre Spitalfields Chambers de White's Row, au no 8 (rue parallèle à Dorset Street).

### L'agression d'Ada Wilson
Dans la nuit du mardi 27 au mercredi 28 mars 1888 , dans le quartier de Bow, une prostituée nommée Ada Wilson se trouve chez elle au 19 Maidman Street, Mile End Road (tout près du South Grove Workhouse). Vers minuit et demi, alors qu'elle est sur le point de se coucher, quelqu'un frappe à la porte. Elle ouvre, et un inconnu entre de force exigeant qu'elle lui donne de l'argent. Sur son refus, il sort de sa poche un couteau pliant, et la poignarde deux fois à la gorge. Alertés, des voisins se précipitent, mais l'homme parvient à s'enfuir in extremis. Ada Wilson, emmenée au London Hospital, survit à ses blessures, et donne la description de son agresseur: environ 30 ans, 1 m 70, visage brûlé par le soleil, moustache blonde, manteau sombre, pantalon léger, chapeau à larges rebords. Elle sort de l'hôpital sans séquelles le 27 avril.
La description ne laisse pas indifférent car elle semble correspondre aux divers signalements de Jack l'Éventreur. Certains auteurs y voient l'un des possibles coups d'essai du meurtrier.

### L'agression mortelle d'Emma Elizabeth Smith par une bande de criminels
Dans la nuit du lundi 2 au mardi 3 avril 1888,à 1 h 30, une prostituée de quarante-cinq ans, Emma Elizabeth Smith, est agressée par trois jeunes hommes dans Osborn Street alors qu'elle rentre chez elle, à l'angle de Brick Lane et de Wentworth Street. Ils la suivaient depuis Whitechapel Road, quand elle est passée devant l'église St. Mary. L'un d'eux est très jeune et doit avoir 19 ans. Grièvement blessée, elle meurt le 4 avril au London Hospital, dans Whitechapel Road. L'inspecteur Edmund Reid (en), du secteur de Stepney (H Division), mène l'enquête. Les auteurs ne sont pas retrouvés. La police suspecte des bandes criminelles qui menacent les prostituées du quartier pour les racketter. L'affaire ne fait aucun bruit dans la presse, mais elle inaugure une série de meurtres de prostituées à Whitechapel qui va peu à peu agiter l'opinion. Emma Elizabeth Smith a quitté son mari dix ans auparavant, avant de devenir veuve. Elle demeure, au moment de sa mort, dans une lodging house de Spitalfields au 18 George Street. Les femmes assassinées après elle ont connu un parcours similaire.

### L'assassinat de Martha Tabram
Entre-temps, dans la nuit du 6 au 7 août, est assassinée Martha Tabram, prostituée de trente-neuf ans. Elle est retrouvée au rez-de-chaussée d'un immeuble de George Yard, tout près du carrefour où a été agressée Emma Elizabeth Smith, à Whitechapel. Elle a été poignardée de trente-neuf coups de couteau. Le Dr Killeen situe la mort vers 3 h. Elle était la veille en compagnie d'une autre prostituée nommée « Pearly Poll » et de deux soldats. Ils ont tous les quatre écumé divers pubs avant de se séparer vers 23 h 30, chacune suivie d'un des deux soldats. Martha Tabram et son compagnon du soir s'étaient dirigés vers George Yard.
L'enquête est de nouveau confiée à l'inspecteur Edmund Reid. Les enquêteurs font défiler les soldats de différentes garnisons devant Pearly Poll, mais les deux soldats ne sont jamais retrouvés. Cependant, le crime n'est pas nécessairement l’œuvre du soldat, étant donné l'intervalle important entre l'heure de sa mort et le moment où elle est en compagnie du soldat. Les bandes criminelles qui sévissent dans le secteur sont toujours suspectées par la police. Plus tard, l'inspecteur Abberline et le chef du CID, Robert Anderson, attribueront ce meurtre à Jack l'éventreur.
Martha Tabram est séparée de son mari depuis treize ans, et vit depuis avec un charpentier. Mais son second ménage vient tout juste de voler en éclats, trois semaines avant sa mort, en juillet 1888. Depuis, elle a trouvé refuge à Spitalfields, dans la lodging house du 19 George Street, voisine de celle où logeait Emma Elizabeth Smith, et tout près des deux pensions où a vécu Polly Nichols (George Street est perpendiculaire aux deux rues Thrawl Street et Flower and Dean Street). Martha Tabram souffrait d'alcoolisme et avait parfois été internée au Whitechapel Workhouse avec ses fils.
Son meurtre suscite une vague d'émotion chez les habitants de Whitechapel, et l'opinion commence à s'émouvoir des conditions de vie des quartiers pauvres.

## L'assassinat
Les détails concernant l'assassinat de Polly Nichols et l'enquête judiciaire qui a suivi nous sont principalement connus par trois pièces conservées aux Archives nationales du Royaume-Uni, dans le dossier MEPO (pour Metropolitan Police), et les nombreux comptes rendus, parfois contradictoires, publiés dans la presse.

### Ses derniers moments connus
La nuit du meurtre, du jeudi 30 au vendredi 31 août 1888, les docks sont ravagés par deux incendies qui projettent des lueurs au loin. L'un des incendies se déclare vers 20h30 dans l'entrepôt de la cale sèche de Shadwell (en), au sud de Whitechapel et attire les curieux, dont Emily Holland, l'ancienne camarade de chambrée de Polly Nichols. Le feu est maîtrisé à partir de 23h.
23h - Polly Nichols déambule dans Whitechapel Road (en), cherchant probablement le client. Les tarifs pratiqués par les prostituées du quartier sont souvent d'environ deux ou trois pence, ce qui correspond aussi au prix d'un grand verre de gin servi dans les pubs. Bon nombre de prostituées sont entraînées dans le cercle infernal des passes qui offrent le prix d'un verre, et l'ivresse venant, se retrouvent dans l'impossibilité de payer un logement salubre. Elles se replient alors dans des asiles tels que la White House en y partageant la chambre d'un homme.
Minuit et demi - Des témoins la voient sortir d'un pub, le Frying Pan, à l'angle de Brick Lane et de Thrawl street. Elle retourne à la maison Wilmott du 18, Thrawl Street, où elle partageait une chambre au début du mois.
Vers 1h20-1h40 - L'un des responsables la surprend dans la cuisine, et la refoule de l'établissement parce qu'elle n'a pas de quoi payer. Elle lui demande de lui réserver un lit, le temps pour elle de réunir la somme. Avant de le quitter, elle lui fait remarquer en riant son nouveau petit bonnet noir, disant : « Je serai bientôt de retour avec l'argent. » D'après le témoignage du logeur, elle est ivre,,.
2h30 - Revenant par Osborn Street, elle rencontre Emily Holland à l'angle de Whitechapel Road, devant la boutique d'un épicier. Celle-ci revient des docks où elle est allée voir l'incendie qui ravage les entrepôts de Shadwell, et rentre se coucher. D'après elle, Polly Nichols marche en titubant, et se retient au mur pour ne pas tomber. Elle cherche à la persuader de rentrer avec elle à la pension Wilmott. Elle croit pouvoir la faire admettre à l'intérieur. Pendant qu'elles parlent, l'horloge de l'église St. Mary (en) sonne 2h30, et Emily Holland lui fait remarquer l'heure tardive. Polly Nichols lui explique qu'elle a déjà gagné et dépensé trois fois le prix de la chambre, et qu'elle a bon espoir de trouver un dernier client. En cas d'échec, elle compte se replier à Flower and Dean Street où elle connaît un homme qui peut l'accueillir dans sa chambre. « Je ne serai pas longue », dit-elle. Après avoir discuté environ sept ou huit minutes, les deux femmes se séparent. Polly Nichols remonte Whitechapel Road en direction de l'est,.
Emily Holland est la dernière personne à l'avoir vue vivante.

### Configuration des lieux
Buck's Row (aujourd'hui Durward Street (en)) est une ruelle parallèle à Whitechapel Road (en) On y accède à l'ouest par plusieurs voies perpendiculaires à Whitechapel Road : principalement Bakers Row (en) et Thomas Street. Celles-ci débouchent dans White Street, qui s'évase vers l'est, puis formant une fourche, se divise en deux ruelles parallèles : Buck's Row au nord, et Winthrop Street au sud. Un internat scolaire, bâtiment imposant, marque le début de l'embranchement. En poursuivant dans Buck's Row, après avoir dépassé l'internat, on traverse un pont qui enjambe une voie ferrée. Celle-ci dessert la gare de Whitechapel. Immédiatement après le pont, au côté sud, on passe devant un portail d'environ trois mètres de haut, donnant accès aux écuries Brown. Vient ensuite une enfilade de maisons de ville, dont la première, nommée New Cottage, appartient à Emma Green, veuve habitant avec ses trois enfants. En face des écuries Brown, au côté nord, se dresse Essex Wharf, immeuble administratif habité au premier étage par son gérant Walter Purkiss et sa famille. Il est bordé sur sa droite par la manufacture Schneider. Puis viennent les vastes entrepôts Brown & Eagle Wool. À l'est, Buck's Row et Winthrop Street débouchent sur Brady Street, rue perpendiculaire à Whitechapel Road. À l'angle de Buck's Row et de Brady Street, un lampadaire à gaz éclaire faiblement les lieux.
Ce quadrilatère est situé à l'extrémité est du quartier de Whitechapel. Si Whitechapel Road forme une large avenue plutôt animée, et très fréquentée par les prostituées (selon les témoignages de l'agent Neil et de l'ouvrier Tomkins), les ruelles Buck's Row et Winthrop Street sont généralement calmes, quoique mal fréquentées de temps en temps par des gens de passage qui y font du tapage (selon le témoignage d'Emma Green). L'endroit est même réputé dangereux (d'après Robert Paul, qui signale qu'on peut y faire de mauvaises rencontres et se faire agresser). Les prostituées ont pour habitude de s'y retrancher avec leur clientèle (d'après le rapport de l'inspecteur Abberline). Mais cette nuit-là, les lieux sont exceptionnellement déserts et silencieux.

### Plans
Légendes des deux plans ci-contre.
Plan du quartier de Buck's Row (1888, plan Kelly & Co.):

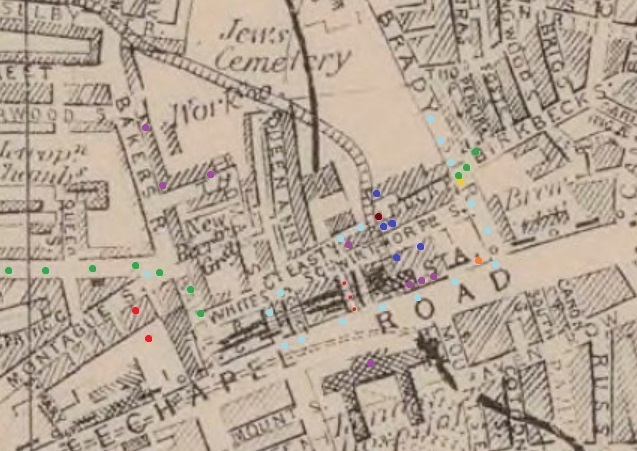
Détail du plan de Londres publié en 1888 par Kelly & Co. : quartier de Buck's Row.

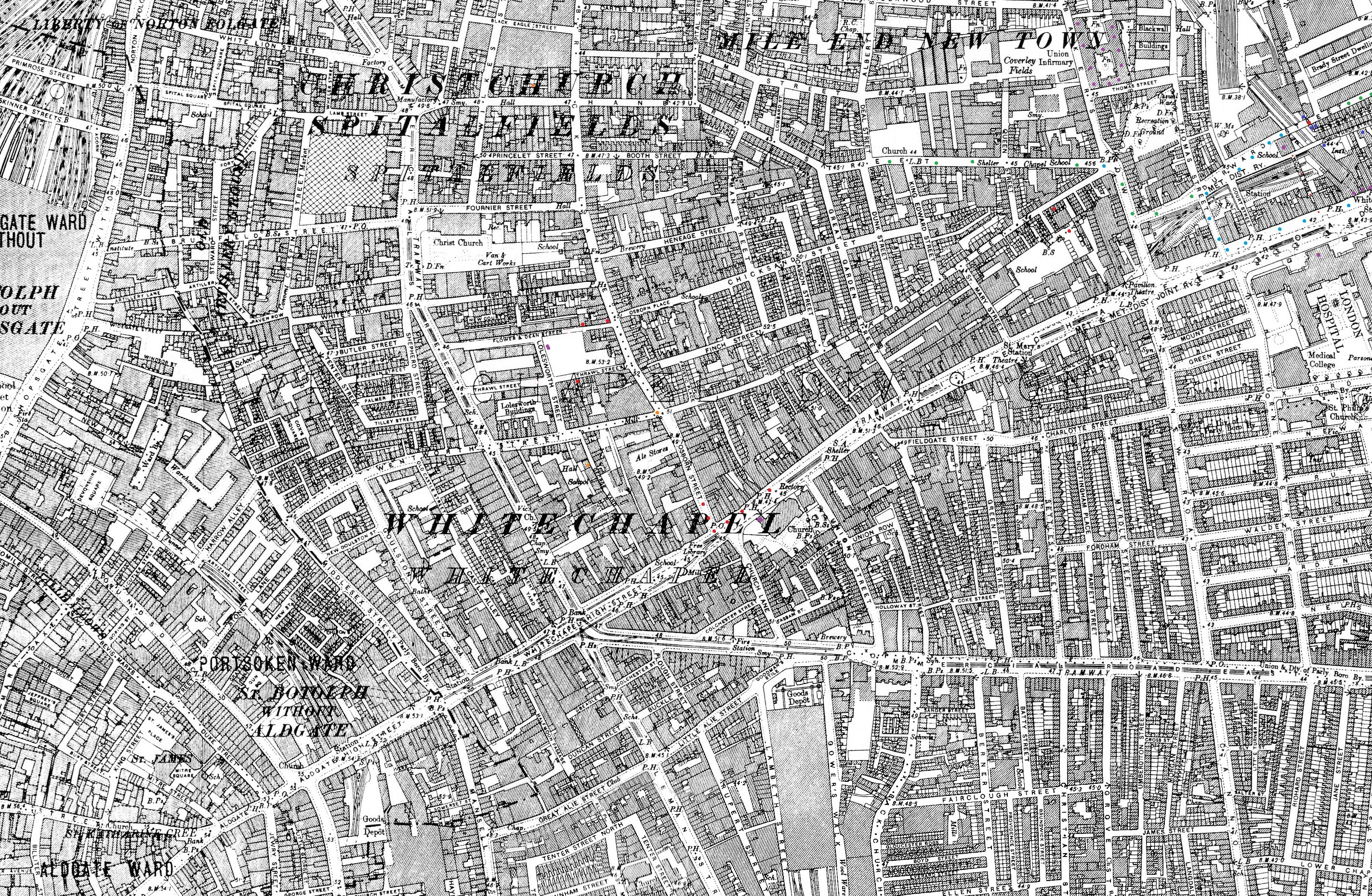
Plan de Whitechapel publié par l'Ordnance Survey en 1894.

- Pastille rouge sombre: Lieu du crime.
- Pastilles bleu marine: Immeuble Essex Wharf (au nord) ; écuries Brown, et maison New cottage de Mme Green (au sud) ; dans Winthorp Street : le veilleur de nuit Mulshaw ; plus à l'est, l'abattoir Barber.
- Pastilles bleu ciel: Rondes des trois agents de police Neil, Thain (dans Brady Street) et Mizen (carrefour d'Old Monague Street).
- Pastille dorée: Lampadaire.
- Pastilles vertes: Trajet de Cross et Paul en entrant dans Buck's Row à l'est, puis rejoignant l'agent Mizen à l'ouest, avant de continuer dans Hanbury Street.
- Pastilles violettes: L'internat scolaire (à l'entrée de Buck's Row ; côte à côte dans Whitechapel Road : la gare de Whitechapel, le Working lads' institute et le Grave Maurice (pub où se rendent les deux abatteurs de chevaux durant leur pause) ; Whitechapel Workhouse, bâtiment à l'angle de Thomas Street de Baker's Row (où a été internée Martha Tabram, et où résident les deux employés de la morgue, comprenant un casual ward au 35 Thomas Street) et la Whitechapel Workhouse Infirmary, lui faisant face dans Baker's Row ; London Hospital (où ont été hospitalisées Emma Elizabeth Smith et Ada Wilson).
- Pastille orange: Permanence du Dr LLewellyn.
- Pastilles rouges: Morgue d'Old Montague Street (intérieur et cour).
- Petites pastilles rouges: Passage de Woods Buildings (par où l'assassin est susceptible d'avoir pris la fuite).

Plan de Whitechapel (1894, plan Ordnance Survey) :
Entre 1888 et 1894, le quartier a subi quelques transformations. La gare de Whitechapel s'est étendue. Buck's Row a été rebaptisé Durward Street. Mais le plan est plus précis et plus lisible que le plan Kelly.
Mêmes pastilles que ci-dessus, avec quelques ajouts :
- Pastilles rouges: Trajet de Polly Nichols au croisement d'Osborn Street et Whitechapel Road ; la maison Wilmott (Thrawl Street) ; la White House (Flower and Dean Street) ; le pub du Frying Pan, à l'angle de Brick Lane et de Flower and Dean Street.
- Pastilles violettes: église St. Mary et son clocher (près du carrefour d'Osborn Street de Whitechapel Road) ; les deux lodging houses voisines dans George Street (rebaptisée depuis Lolesworth Street) où logeaient Emma Elizabeth Smith et Martha Tabram (entre Thrawl Street et Flower and Dean Street, où a vécu Polly Nichols).
- Pastilles oranges: Agression d'Elizabeth Smith (à l'angle d'Osborn St. et de Wentworth Street) et son trajet depuis Whitechapel Road devant l'église St. Mary ; meurtre de Martha Tabram (George Yard); meurtre d'Annie Chapman (Hanbury Street) ; lodging house du 8 White's Row (parallèle à Dorset Street) ou résidait Annie Millwood

### La découverte du corps

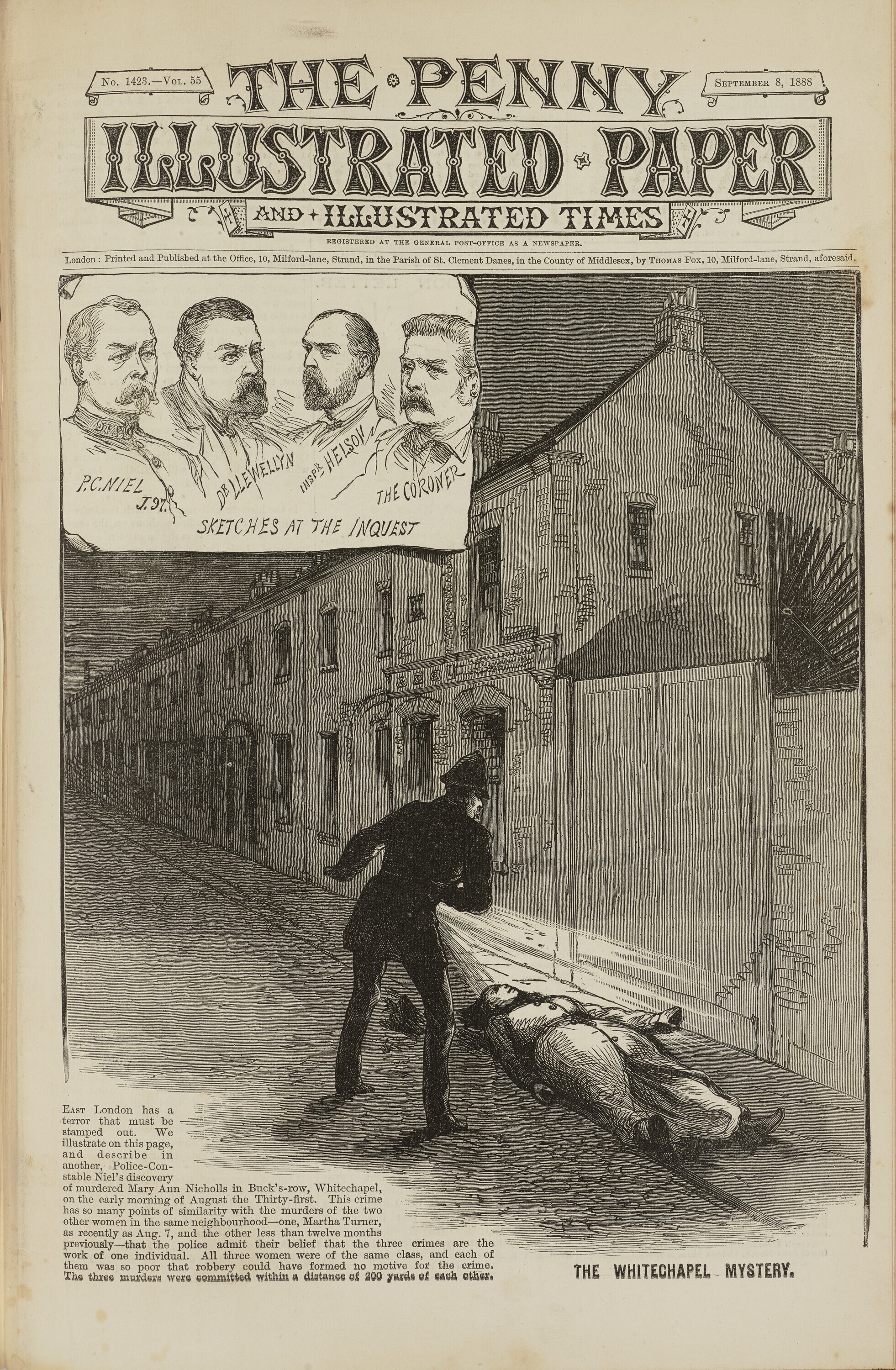
L'agent de police John Neil découvre le corps de Polly Nichols. Gravure parue dans le Penny illustrated paper, 8 septembre 1888.

3h - Alfred Mulshaw, gardien de nuit dans Winthrop Street, se réveille après s'être assoupi. Dans la même rue se trouve l'abattoir Barber, où travaillent de nuit trois abatteurs de chevaux, Henry Tomkins, Charles Brittain, et James Mumford. Au même moment, Mme Purkiss, habitante d'Essex Wharf, ouvre la fenêtre de sa chambre qui donne sur la rue, et ne remarque rien.
3h15 - L'agent de police John Neil, faisant sa ronde, traverse Buck's Row (en), et ne remarque rien d'anormal. Au même moment, l'agent de police John Thain remonte Brady Street passant devant l'entrée de Buck's Row, où il transite toutes les trente minutes. Les environs sont également parcourus par le sergent de police Kirby. Dans Winthrop Street, l'agent Neil voit les trois équarrisseurs en train de travailler. La porte de l'abattoir est grande ouverte sur la rue. La ronde de l'agent Neil le mène sur l'artère principale de Whitechapel Road (en), encore très fréquentée par des femmes qui sont apparemment en train de rentrer chez elles, et par des gens qui se rendent au marché.
Vers 3h30:
- Mme Purkiss ne trouve pas le sommeil et marche dans sa chambre. Elle n'entend rien de particulier.
- Un train de marchandises passe sous le pont[41].
- Un charretier, Charles Cross, demeurant au 22, Doveton Street, sort de chez lui pour aller travailler aux établissements Pickfords (en), à l'entrepôt de marchandises de Broad Street. Il doit traverser Whitechapel d'est en ouest.

Vers 3h40 - Venant de Brady Street, Charles Cross s'engage dans Buck's Row. La rue est déserte. Après quelques pas, il croit voir de loin une forme gisant à terre qu'il prend pour une bâche abandonnée. En s'approchant, il réalise qu'il s'agit d'une femme allongée sur le pavé. Environ trente ou quarante mètres derrière lui marche Robert Paul, également charretier, habitant au 30, Forster Street, qui se rend à son travail dans le quartier de Spitalsfield. Cross l'entend arriver et l'attend. Paul le remarque au milieu de la rue, et prenant peur, car le quartier est dangereux, il fait un écart pour l'éviter. Cross le rejoint, et lui mettant la main sur l'épaule, lui signale sa découverte,. Selon Robert Paul, il est alors 3h45.
Tous deux examinent le corps. Cross pense qu'elle est morte: les mains sont froides mais encore souples. Le visage est chaud. Paul, posant sa main sur la poitrine, croit sentir un mouvement: « Elle respire encore, mais faiblement», dit-il. Il propose de déplacer la femme pour l'adosser au mur, mais Cross préfère s'abstenir: « Allons plutôt chercher un policier», répond-il. Ils entendent d'ailleurs un policier passer au loin. Comme il fait sombre, ils ne voient aucune trace de sang ou de blessure. Robert Paul constate à son tour que les mains sont froides, et comprend que la femme est morte. Les deux hommes sont en retard à leur travail et décident de vite quitter les lieux, avec la résolution d'avertir le premier policier qu'ils rencontreront en chemin. Avant de partir, Paul tente de réajuster les jupes de Polly Nichols, mais ne parvient pas complètement à manier les plis des vêtements.
3h45 - L'agent de police John Neil, poursuivant sa ronde, est de retour dans Buck's Row qu'il traverse en venant de Bakers Row (en). Après avoir franchi le pont, il découvre le corps de Polly Nichols (à 3h45 selon sa déposition). Éclairant la scène avec sa lampe, il s'aperçoit qu'elle a la gorge tranchée, et qu'une flaque de sang s'étend sur le pavé. Ses bras sont encore chauds. Voyant passer l'agent Thain dans Brady Street, il lui fait signe avec sa lampe et l'envoie aussitôt chercher le Docteur Llewellyn (il est 3h45 selon la déposition de Thain). La permanence du chirurgien est tout proche, à Whitechapel Road, à trois cents mètres de là. Puis Neil continue d'inspecter la scène de crime. Il sonne chez les riverains pour recueillir les premiers témoignages en commençant par l'immeuble Essex Wharf.
Pendant ce temps, Cross et Paul parviennent au carrefour entre Hanbury Street (en), Old Montague Street et Bakers Row (en) où ils trouvent l'agent Jonas Mizen, apparemment occupé à frapper chez des habitants. Il est alors 3h45, selon Mizen. Selon Paul, la scène se passe quatre minutes après la découverte du corps. Cross lui parle d'une femme étendue dans Buck's Row, peut-être ivre ou morte, mais il pense plutôt qu'elle est morte. Paul ajoute qu'elle est sûrement morte. Mizen répond: All right.
Pendant l'enquête du coroner, une polémique oppose les témoignages discordants des trois hommes. Selon Mizen, Cross lui aurait dit qu'un agent de police l'attend dans Buck's Row, ce que Cross dément. En revanche, Paul et Cross certifient tous deux qu'au lieu de se dépêcher d'aller dans Buck's Row, Mizen aurait continué de frapper à la porte de l'immeuble. Le témoignage de Mizen est moins clair : dans certains comptes rendus, il dément formellement, dans d'autres il reconnaît avoir continué de frapper quelques coups chez l'habitant, avant de se diriger vers Buck's Row.
Mizen voit Cross et Paul se remettre en chemin dans Hanbury Street. Ensuite, les deux hommes se séparent pour aller chacun de leur côté, Paul tournant dans Corbett's Court. Dès que Mizen arrive dans Buck's Row, Neil lui fait des signaux lumineux, puis l'envoie chercher une ambulance et des renforts au poste de police de Bethnal Green (quartier voisin de Whitechapel).

### Les premières constatations
L'agent Neil se livre aux premières constatations.
La femme est allongée au bas du portail donnant sur les écuries Brown. Sa main gauche touche le portail, qui est fermé. Son bonnet de velours noir gît sur le sol, près de sa main droite. Sa tête est tournée vers Brady Street. Il ne remarque aucune trace de roues sur la chaussée : la victime n'a vraisemblablement pas été transportée jusqu'ici.
Il va sonner à l'immeuble d'en face, Essex Wharf, dont les fenêtres donnent directement sur la scène de crime. Walter Purkiss ouvre la fenêtre, puis descend. Avec sa femme, ils occupent la partie donnant sur la rue. Ils se sont couchés entre 23h et 23h15, mais ont veillé une bonne partie de la nuit, et n'ont rien entendu. Il a dû s'endormir vers 2h. Sa femme s'est levée au cours de la nuit, et ne dormait pas quand l'agent a sonné, mais elle n'a rien remarqué. Leurs enfants et leur domestique dorment à l'arrière du bâtiment.
Vers 3h50-4h - L'agent Thain revient avec le Dr Llewellyn, qui constate le décès de Polly Nichols, et estime, après un bref examen, que la mort remonte à moins d'une demi-heure, soit vers 3h30. Un filet de sang s'échappe de sa gorge. Les mains, ouvertes, et les poignets sont froids, mais le corps, les bras et les jambes sont encore chauds. Quant au filet de sang qui sillonne le pavé, le médecin en évalue la quantité à un verre et demi de vin. Malgré cette faible quantité, il pense qu'elle a été tuée sur place. Le corps n'a pas été traîné sur le sol. Il n'y a aucune trace de lutte.
Vers 4h :
- Dans Winthrop Street, le gardien de nuit Mulshaw est averti du meurtre, et rejoint aussitôt les policiers. Interrogé, il dit n'avoir rien vu ni entendu au cours de la dernière heure.
- Accouru dans Buck's Row à son tour, le sergent de police Kirby participe à l'interrogatoire des riverains, et va frapper chez Mme Green, dont la maison est mitoyenne avec les écuries Brown. Elle occupe le rez-de-chaussée. Réveillée, elle ouvre sa fenêtre, et aperçoit dans la pénombre le corps de la victime. Ses deux fils se sont couchés entre 21h et 21h45. Elle-même s'est couchée en même temps que sa fille vers 23h, et n'a rien entendu, quoiqu'elle ait le sommeil léger, jusqu'à ce qu'elle soit réveillée par la police.
- Sont interrogés également le gardien de l'internat, et le gardien des entrepôts Brown & Eagle Wool. Personne n'a rien remarqué.
- Charles Cross arrive à son travail aux entrepôts de Broad Street.
- Pendant que le chirurgien examine le corps, un inconnu est aperçu dans Buck's Row avant de disparaître. Il ne sera jamais identifié malgré d'actives recherches.

Vers 4h15 - L'agent Thain passe devant l'abattoir de Winthrop Street et informe les trois ouvriers du meurtre.
Vers 4h20 - Mumford et Tomkins, qui ont terminé de travailler, se rendent sur la scène de crime, rejoints juste après par Brittain. Ils n'ont rien remarqué non plus. Ils disent avoir fait une pause entre minuit 20 et 1h, et n'ont pas cessé de travailler depuis. Tomkins, lors de l'enquête, dit que leur travail n'est pas bruyant, et que le quartier est resté silencieux durant la nuit. Ils n'ont vu passer personne devant l'abattoir hormis l'agent Neil, et n'ont pas entendu de véhicule circuler.
L'ambulance arrive avec Mizen. Le Dr Llewellyn ordonne de transporter le corps à la morgue pour qu'il puisse mieux l'examiner. Il quitte les lieux pour retourner à sa permanence. Les agents Thain et Neil placent le corps de Polly Nichols dans la voiture. Ils remarquent aussitôt que le sang s'est répandu sous ses vêtements et a commencé à coaguler. Neil et Kirby convoient Polly Nichols jusqu'à la morgue d'Old Montague Street, où ils trouvent portes closes. On envoie chercher le gardien qui vit au workhouse de Whitechapel (situé Thomas Street). En fait de morgue, il s'agit plutôt de l'annexe mortuaire de la workhouse infirmary. Le district de Whitechapel est dépourvu de morgue publique. L'endroit est inadapté pour pratiquer des autopsies et ne dispose pas d'un personnel qualifié.
La scène de crime est nettoyée avec un seau d'eau et un balai par James Green, l'un des fils de Mme Green, aidé d'un policier. Le fils Green est employé comme cocher par M. Brown, propriétaire des écuries voisines. Les trois employés de l'abattoir désertent les lieux. L'agent Thain reste seul sur place.
4h30 - Arrivée de l'inspecteur John Spratling (du secteur de Bethnal Green, ou J Division de la police métropolitaine) au moment où le fils Green est encore occupé à nettoyer le pavé. Thain lui fait un rapport de la situation. Tous deux s'en vont pour rejoindre Neil, qui stationne dans la cour d'entrée de la morgue avec le corps. Spratling commence à examiner celui-ci, et à dresser l'inventaire de ses effets, ordonnant à Thain d'aller inspecter tout le secteur où le crime a été commis. Thain retourne sur place, fouille le bâtiment d'Essex Wharf, les cours, les murs, les arches du pont qui surplombe la voie ferrée, et parcourt celle-ci jusqu'à Thames Street. Il ne trouve aucun indice.
5h20 - Le gardien de la morgue, Robert Mann, se présente enfin. La dépouille de la défunte est admise à l'intérieur. Spratling s'aperçoit que la victime a aussi été éventrée et que les intestins sont à nu. En revanche, les vêtements sont intacts. Il envoie chercher le Dr Llewellyn.
Vers 5h30 - Arrivée du Dr Llewellyn à la morgue. Il découvre les blessures à l'abdomen, dont la gravité exceptionnelle le surprend. D'après ses constatations, la langue est légèrement lacérée, l’abdomen ouvert par une blessure irrégulière et profonde. Le visage porte une ecchymose à la mâchoire inférieure au côté droit, causée peut-être par la pression d'un pouce. Une autre ecchymose entoure l’œil gauche, due sans doute à la pression des doigts de l'assassin. L'incision portée au cou, à l'aide d'une longue lame, atteint les vertèbres, et a dû nécessiter une grande violence. Le tueur a porté ses coups de gauche à droite, signe qu'il est peut-être gaucher. Un seul instrument a été utilisé pour l'ensemble des blessures. La mort a été quasi instantanée.
L'hypothèse retenue de nos jours est que le tueur a d'abord étranglé sa victime. Une fois celle-ci à terre, il a maintenu son visage à l'aide de la main gauche pour pratiquer des incisions de la main droite.
Vers 5h55 - Spratling et Enright disent à l'employé de la morgue de laisser le corps en l'état.
6h30 - Arrivée d'un second employé de la morgue, James Hartfield.
Entre 8h et 9h - L'inspecteur Joseph Helson arrive à la morgue, où il trouve le corps de la victime encore habillé. Puis il se rend dans Buck's Row. Pendant ce temps, les employés de la morgue, Mann et Hartfield, ne tenant pas compte des instructions de l'inspecteur Spratling, dépouillent et nettoient le corps en l'absence des policiers. Ils découvrent l'estampille du Lambeth Workhouse sur les bandes des jupons de Polly Nichols.
Vers 10h - Le docteur Llewellyn se livre à un troisième examen, plus approfondi, avec son assistant. Il fait ensuite une déclaration détaillée disant qu'il n'a jamais rencontré de crime d'une telle sauvagerie.
Entre 11h et midi, Spratling revient sur les lieux avec le détective-sergent George Godley pour reprendre les investigations à la lumière du jour, dans Buck's Row et Brady Street, mais ils ne trouvent aucune trace de sang. Ils tentent également de retrouver l'arme du crime, sans succès. Leur recherche les mène aux voies de chemin de fer de l'East London and District Railway, aux quais, et aux bâtiments de la Great Eastern Railway, mais sans résultat. Ils inspectent aussi la cour de l'internat et l'usine Schneider. Le gardien de nuit de la Great Eastern Railway, dont la guérite se trouve à seulement une cinquantaine de mètres de la scène de crime, n'a rien remarqué. Ils réinterrogent les familles Purkiss et Green, ainsi que le gardien de nuit de l'internat, mais ne découvrent aucun passage souterrain à Buck's Row par lequel l'assassin aurait pu s'échapper. En tout, ils interrogent une demi-douzaine d'habitants.
11h30 - Le journaliste du Star rédige son article pour l'édition du soir.
Midi - Retour de Spratling à la morgue. Il constate que le corps a été dépouillé et lavé, malgré ses instructions, et que les vêtements ont été découpés et mis en tas dans la cour.
Le jour même de la découverte du crime, quelques journaux du soir (The Star, Evening news, Echo, Pall mall gazette) commencent à répandre la nouvelle. Le lendemain, au 1er septembre, la clameur est générale dans la presse londonienne. De longs articles détaillés paraissent dans le Times, le Morning advertiser, l'East London observer, l'East London advertiser, le Daily telegraph et le Daily news. La presse étrangère se fait même l'écho de l'affaire. À partir du 3 septembre, les journaux retranscrivent minutieusement de longs comptes rendus des auditions de témoins convoqués devant le coroner.

### L'identification

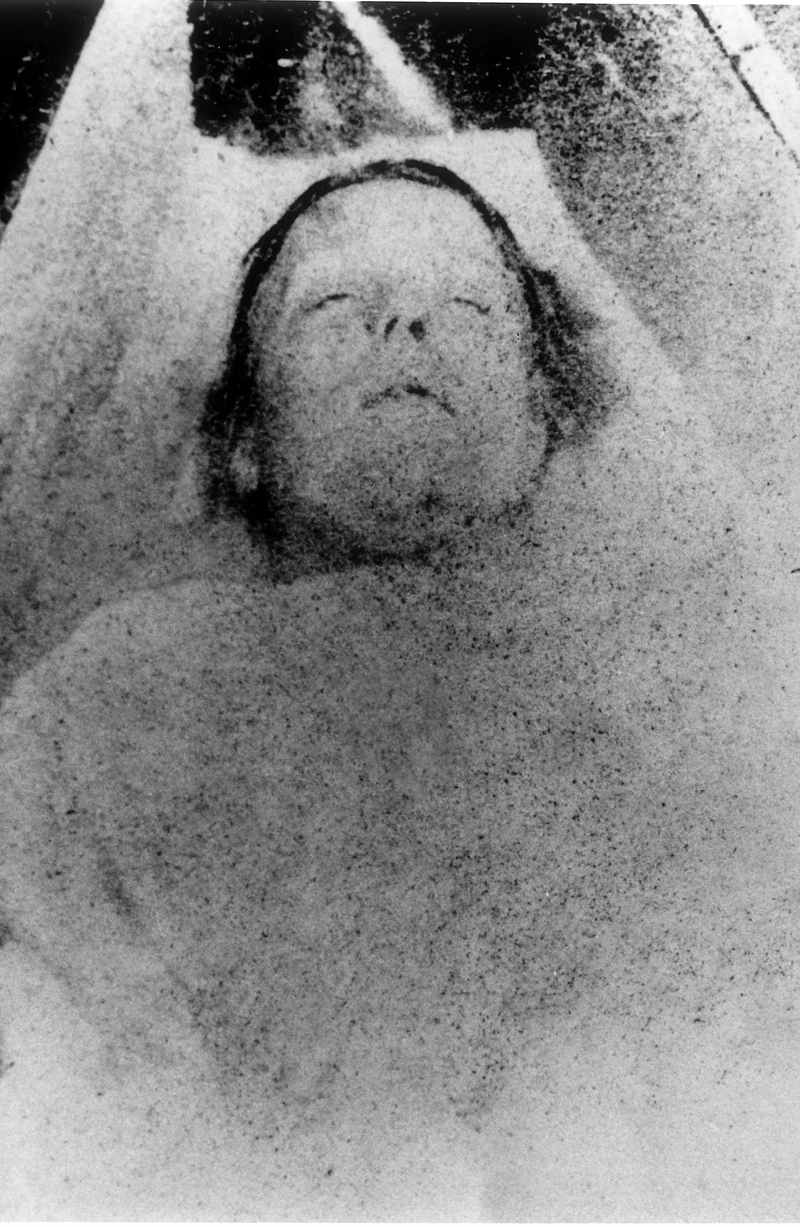
Polly Nichols, photographiée à la morgue d'Old Montague Street, septembre 1888.

Dès le matin du meurtre, l'inspecteur Helson, secondé par les detectives-sergeants Enright et Godley, enquêtent pour identifier la victime. La marque imprimée sur ses vêtements au nom de Lambeth Workhouse donne une piste aux policiers. Ils font venir la supérieure du workhouse à la morgue, mais elle ne reconnaît pas la victime, estimant que les vêtements ont pu circuler depuis les trois dernières années en-dehors du cercle des résidentes. Cependant, comme la nouvelle se répand comme une traînée de poudre, quelques femmes du quartier se présentent pour visiter le corps. Certaines se souviennent de l'avoir vue à la pension Wilmott du 18, Thrawl Street, à Spitalsfield. On envoie chercher les habitantes de cet établissement. Parmi elles, Emily Holland identifie sa camarade, et fond en larmes. Elle ne connaît que son nom de Polly.
Un vendeur du Smithfield market, James Scorer, alerté par une rumeur, relayée par le Star, qui fait de sa femme la victime, accourt à la morgue. Sa femme, dont il est séparé depuis onze ans, travaille au Lambeth Workhouse. Il dit aux enquêteurs qu'il a vaguement connu une amie de sa femme du nom de Polly Nichols et se demande si elle ne serait pas la femme retrouvée dans Buck's Row. Mais après avoir vu le corps, il ne reconnaît ni sa femme ni Polly Nichols.
Vers 19h30, l'une des habitantes du Lambeth Workhouse, Mary Ann Monk, identifie formellement Mary Ann Nichols dite Polly.
Le lendemain, samedi 1er septembre, la famille est prévenue. Edward Walker, son père, et Edward John Nichols, son fils aîné, arrivent les premiers à la morgue dans la soirée. Le fils aîné, jeune ingénieur de 22 ans, bien habillé, est affecté par la mort de sa mère. Une heure plus tard, ils sont rejoints par le mari, William Nichols, également affecté, qui reconnaît à son tour le corps de sa femme. Toute la scène se déroule en présence des journalistes qui en publient de nombreux comptes rendus très romancés et à charge pour le mari, lequel fera paraître plus tard un rectificatif dans la presse,.

### Description
Quarante-trois ans, 1,58 m, les yeux marron, le teint hâlé, chevelure brune grisonnante, pommettes saillantes, légère cicatrice sur le front depuis son enfance. Il lui manque cinq dents (dont la perte est ancienne).
L'inspecteur John Spratling dresse l'inventaire de ses effets, dont l'état général est usé. Principalement :
- un bonnet de velours noir.
- un vieil ulster (sorte de pardessus) bordeaux, garni de sept gros boutons en laiton à l'effigie d'une femme à cheval accompagnée d'un homme.
- une redingote de serge brune.
- une robe neuve de serge brune.
- un jupon de laine grise, et un jupon de flanelle, portant chacun l'inscription au pochoir : Lambeth Workhouse.
- des bottines avec ouverture élastique sur le côté.
- un peigne, un mouchoir blanc, un bout de miroir brisé. Aucun argent n'a été retrouvé sur elle ni aucun bijou.

### Les funérailles

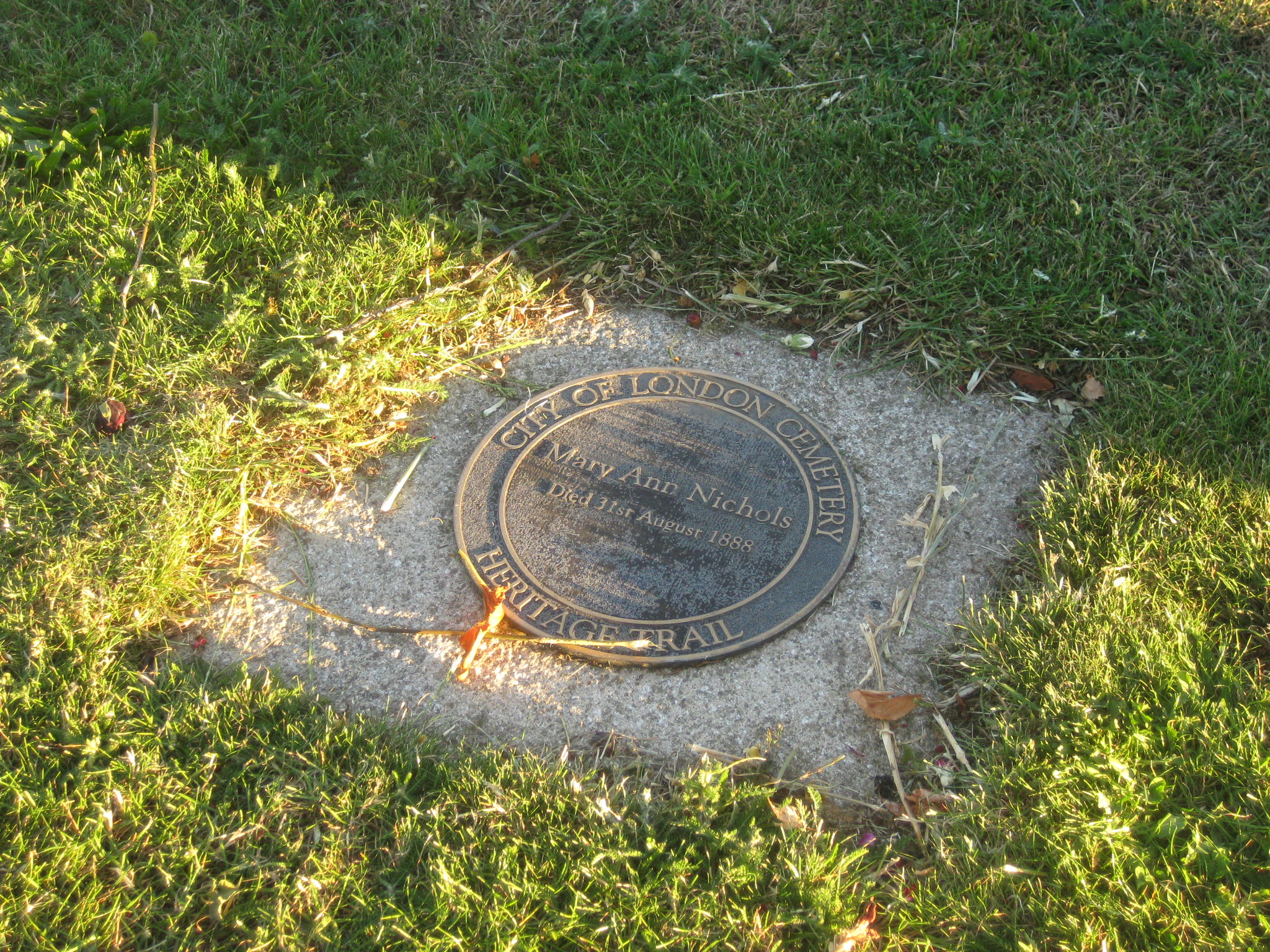
Tombe de Mary Anne Nichols, plaque commémorative, 1996

Mary Ann Nichols est inhumée le 6 septembre 1888 au Cimetière d'Ilford (en), aux confins de la ville, en présence de son père, de son fils aîné et de deux autres de ses enfants. La famille tente de déjouer les badauds en tenant l'heure de l'enterrement secrète, mais ne peut empêcher une foule considérable de se joindre au cortège. Des milliers de badauds se rassemblent aux alentours de la morgue, Old Montague Street, pour guetter l'arrivée du corbillard. Au moment où l'on transfère la dépouille, les journalistes aperçoivent un cercueil en orme frappé d'une plaque au nom de la défunte. La voiture rejoint ensuite la famille qui attend dans Hanbury Street, où elle s'est postée pour tromper la vigilance des badauds. À ce moment, toute la foule se précipite autour du corbillard, chacun voulant voir l'inscription sur le cercueil. Mais un détachement de policiers commandés par l'inspecteur Allisdon, du secteur de Stepney (H Division), tient les badauds à distance. La presse remarque que de nombreux Juifs du quartier, qui célèbrent ce jour-là une solennité, se joignent à la foule pour accompagner le corps. Se mettant en route, le convoi funèbre passe par Bakers Row, puis traverse Buck's Row, dont les habitants ont fermé leurs volets en signe de deuil. De nombreux policiers jalonnent cette rue où Polly Nichols a été assassinée. Puis le cortège, suivi de l'immense foule, traverse tout l'est de Londres jusqu'à Ilford,,,.
Une plaque commémorative est apposée plus d'un siècle plus tard sur sa tombe, en 1996.

## L'enquête judiciaire
L'enquête judiciaire est à distinguer de l'enquête de police, dont les archives concernant le meurtre de Polly Nichols se limitent à trois pièces. Les comptes rendus retranscrits dans la presse des auditions de l'enquête judiciaire apportent de nombreux détails supplémentaires, qui doivent être lus avec prudence étant donné certaines contradictions et approximations.

### Déroulement des auditions
Le 1er septembre débute l'enquête judiciaire du coroner du Middlesex Sud-Est Wynne Edwin Baxter, assisté d'un jury. Le Criminal investigation department (CID) de la police métropolitaine (c'est-à-dire Scotland Yard), est représenté par l'inspecteur Frederick Abberline, assisté de l'inspecteur Helson (du secteur de Bethnal Green ou J Division, l'un des 21 secteurs de la police métropolitaine) et des detectives sergeants Godley et Enright.
Le jury populaire, présidé par un contremaître nommé Horey, est d'abord conduit à la morgue pour voir le corps.
Les témoins sont auditionnés les 1er, 3 et 17 septembre dans la bibliothèque du Working Lads' Institute, Whitechapel Road, tout près des lieux du crime. Le comité de cette institution de bienfaisance - destinée à procurer une éducation morale aux garçons des classes populaires - a gracieusement mis ses locaux à disposition de la justice. Le district de Whitechapel ne dispose pas, en effet, de « tribunal de coroner » comme il en existe dans d'autres districts, ni d'hôtel de ville, ni même de salle paroissiale. Sans ce geste, les séances auraient dû se tenir dans le salon d'un pub. Jurés, policiers, journalistes et témoins s'entassent dans la petite salle où sont entendus : Edward Walker et William Nichols, père et mari de la victime ; les agents de police Neil, Mizen et Thain ; le chirurgien Llewellyn ; les inspecteurs Spratling et Helson ; l'abatteur de chevaux Tomkins ; les charretiers Charles Cross et Robert Paul ; les amies de la victime Emily Holland et Mary Ann Monk ; les habitants de Buck's Row Emma Green et Walter Pukriss ; le gardien de nuit Alfred Mulshaw ; les deux employés de la morgue Robert Mann et James Hartfield ; et un témoin sans rapport avec les évènements.
Selon le Times du 3 septembre, la police serait convaincue que les trois meurtres d'Emma Smith, Marta Tabram et de Polly Nichols, sont l’œuvre d'un seul et même homme, et aurait tendance à abandonner la thèse, jusque là privilégiée, d'une bande de criminels assassinant par vengeance les prostituées qui refusent de se laisser racketter. Abberline et Helson sont d'avis que dans le cas de Polly Nichols, le tueur a agi seul. Le meurtre de Polly Nichols est d'une telle nature que très rapidement les officiers de police y voit l'œuvre d'un « fou » ou d'un « maniaque », dont le seul but est de commettre des mutilations gratuites : « C'est pour cela que la police pense que la défunte a été la victime d'un criminel souffrant d'une forme particulière de démence, errant dans Londres pour commettre des crimes d'une nature mystérieuse ». Le Star estime que dorénavant, « un maniaque hante les rues de Whitechapel » et que « trois femmes ont été victimes jusqu'à présent de sa frénésie meurtrière ».
Au bout d'une semaine, Abberline demande un délai pour poursuivre son enquête et obtient un ajournement des auditions. Pendant ce temps, l'excitation générale s'emballe. Le 4 septembre, la presse annonce que la police a une piste dont elle ne veut pas dévoiler les indices. La rumeur commence à suspecter les hommes de l'abattoir de Winthorp Street, calomniés par une inscription sur la porte de leur entreprise. Le journaliste de l'Echo vient visiter l'abattoir et se fait montrer les couteaux utilisés par les ouvriers, qu'il se complaît ensuite à décrire dans son article, livrant au passage une interview de James Mumford, l'un des trois équarrisseurs. Le même jour commencent à se propager des rumeurs impliquant un dénommé « Tablier de Cuir » qui importune les prostituées de Whitechapel. Le personnage retient rapidement toute l'attention. Plusieurs témoins affirment l'avoir vu au moment des meurtres de Polly Nichols et de Martha Tabram à proximité des lieux des deux crimes. La paranoïa, excitée par la presse, notamment le Star du 6 septembre, débouche sur une chasse à l'homme. Le journaliste du Star interviewe le propriétaire du 18, Thrawl Street, qui possède d'autres maisons de ce type dans le quartier. Selon lui, « Tablier de Cuir » fait régner une terreur générale. En fin de compte, l'individu, nommé John Pizer, est arrêté le 10 septembre et mis hors de cause le jour-même.
Le samedi 8 septembre, deux jours après les ferventes funérailles de Polly Nichols, l'assassinat d'Annie Chapman déclenche l'hystérie. La police doit intervenir pour sauver un homme du lynchage. Et plusieurs scènes du même genre éclatent dans le quartier. Trois hommes soupçonnés sont arrêtés le jour-même, puis relâchés. Pendant qu'Abberline et Helson poursuivent leur enquête, la police quadrille tout le secteur, surveillant chaque rue en prévention d'un nouveau crime. Le dimanche 9 septembre, une foule se rassemble devant le poste de police de Commercial Road pour tenter d'apercevoir des suspects. Le lendemain est fondé le « Comité de vigilance » de George Lusk, fondé par un groupe de commerçants et d'entrepreneurs pour patrouiller dans Whitechapel.
Comme le tueur a prélevé des organes sur le corps d'Annie Chapman, les enquêteurs veulent savoir si c'est aussi le cas de Polly Nichols. Il semble, d'après la déposition du docteur Llewellyn, que son corps soit exhumé pour être de nouveau autopsié. À la suite de cet ultime examen, le chirurgien ne constate aucune disparition d'organe.
Le second crime de Jack l'éventreur plane sur les dernières auditions du 17 septembre. Lorsque le coroner clôt l'enquête judiciaire le 22 septembre, l'inspecteur Helson avoue ne disposer d'aucune piste.

### Audition de l'agent de police John Neil,J Division (secteur de Bethnal Green), le1erseptembre
En faisant sa ronde, il traverse Buck's Row une première fois vers 3h15 (ou une demi-heure avant la découverte du corps) où il ne rencontre personne et n'entend aucun bruit suspect. Le quartier est même inhabituellement silencieux. Vers 3h20 ou 3h15, il passe dans Winthorp Street où il voit trois ouvriers, qu'il connaît bien, en train de travailler dans un abattoir. Vers 3h30 (ou un quart d'heure avant de revenir dans Buck's Row), il passe par Whitechapel Road, qui n'est pas très éloignée de l'endroit. Il voit un certain nombre de femmes en train de rentrer chez elles et des gens qui se rendent au marché. N'importe qui aurait pu passer par là sans attirer l'attention. Selon lui, il aurait été aisé de prendre la fuite par Brady Street jusqu'à Whitechapel Road, ou bien à travers un passage dans Queen's Buildings. [Il est admis par les spécialistes aujourd'hui que le passage couvert de l'immeuble Wood's Buildings, reliant Winthrop Street à Whitechapel Road, a pu offrir une issue idéale au criminel en fuite].
Remontant par Thomas Street, il tourne dans Buck's Row à 3h45 en direction de Brady Street. La rue est déserte. Marchant sur le côté droit de la rue, il remarque qu'une personne est étendue à terre, le long d'un portail. Il fait sombre, malgré le lampadaire qui se trouve à l'autre bout de la rue. Le portail est fermé, et fait environ trois mètres de haut. Il mène à des écuries appartenant à M. Brown. Au-delà du portail, il y a des maisons. Et avant le portail, un internat scolaire. De l'autre côté de la rue, l'immeuble Essex Wharf. La victime est étendue, sa main gauche touchant le portail, la tête tournée vers Brady Street. Il éclaire le corps avec sa torche, et remarque que du sang s'échappe d'une blessure à la gorge. Au-dessous du cou, une flaque de sang s'est formée. Elle est couchée sur le dos, ses vêtements en désordre, les jambes un peu écartées, les mains ouvertes, les yeux grands ouverts. Son bonnet est à terre, tout près de sa main droite. Son bras droit est assez chaud au-dessus du coude.
Il entend passer un agent dans Brady Street, et l'appelle, sans utiliser son sifflet. Il lui dit :  « Courez chercher le Dr Llewellyn », et voyant un autre agent dans Bakers Row, Il l'envoie chercher l'ambulance. Dans le laps de temps, l'agent examine le sol : il ne trouve aucune trace de roues, ni d'autres traces de sang, ni de trappe donnant accès à un passage souterrain. Puis il va sonner à l'immeuble Essex Wharf. Un homme paraît alors à la fenêtre, mais il n'a rien entendu d'inhabituel. Le sergent Kirby arrive ensuite et frappe à la maison nommée New Cottage, voisine du portail. Mme Green ouvre sa fenêtre, et dit qu'elle n'a rien entendu. Le docteur arrive très rapidement, au bout de dix minutes, et commence à examiner le corps. Les premiers badauds qui se présentent sont deux hommes qui travaillent dans un abattoir de l'autre côté de la rue. Ils disent ne rien savoir de cette affaire, et n'avoir entendu aucun cri. Il voit aussi passer un inconnu dans la rue à ce moment-là. Après avoir examiné la femme, le docteur dit :  « Envoyez-là à la morgue. Elle est morte. Je ferai un examen plus approfondi là-bas ». Ils la mettent alors dans l'ambulance, et la convoient jusqu'à la morgue. L'inspecteur Spratling les y rejoint. En soulevant les vêtements de la victime, ce dernier s'aperçoit qu'elle a été éventrée, ce qui n'avait pas été remarqué jusque là. On retrouve sur elle un bout de peigne, un morceau de miroir, et dans sa poche un mouchoir blanc non marqué. Elle n'a pas d'argent,,,.
Le Times du 3 septembre ajoute ces détails : l'agent Neil, qui a près vingt ans de service, est interrogé de façon approfondie. Il certifie l'horaire de 3h45 pour la découverte du corps, pas plus de trente minutes après son précédent passage dans la rue. Selon lui, une marche rapide sur le même parcours n'aurait pas pu prendre plus de douze minutes. Les trois gardiens de nuit postés à proximité n'ont rien remarqué non plus. Il dément avoir été alerté par deux hommes. Il a découvert le corps en faisant sa ronde, puis il a fait signe à deux autres policiers avec sa torche. Ces deux-là n'ont vu personne de suspect quitter les lieux.

### Audition de l'agent de police Thain,J Division (secteur de Bethnal Green), le 17 septembre
Durant sa ronde, il passe devant l'entrée de Buck's Row toutes les trente minutes. Il ne remarque rien au cours de la nuit. À 3h45, l'agent de police Neil lui fait signe avec sa lampe depuis Buck's Row. Il le rejoint et voit le corps de la femme assassinée. Il va aussitôt chercher le Dr Llewellyn. Il y a une bonne quantité de sang coagulé étendue sur le pavé sous le cou de la victime, et un filet s'épanchant dans le caniveau. Lorsqu'il aide à la transporter dans l'ambulance, il remarque que tout son dos est imbibé de sang jusqu'à la taille. Par la suite, il mène des investigations dans Essex Wharf, et dans toute la zone ferroviaire sans rien découvrir de suspect.

### Audition du chirurgien Rees Ralph Llewellyn, le1eret le 17 septembre
Il demeure au 153, Whitechapel Road. L'agent de police Thain vient le chercher aux environs de 3h55-4h. En arrivant dans Buck's Row, il trouve la femme gisant sur le dos, les jambes étendues. Il constate qu'elle est morte et qu'elle porte de graves blessures à la gorge. Ses mains et poignets sont froids, mais le buste et le haut des membres sont encore chauds. Il fait sombre. Il estime alors que la mort remonte à une demi-heure maximum. Il est certain qu'elle ne s'est pas infligée elle-même ses blessures. Un peu de sang s'échappe du cou. Il n'y a aucune trace de lutte. Rien n'indique qu'elle aurait été traînée sur le sol. Il demande à la police de l'emmener à la morgue pour pouvoir mieux l'examiner. Une heure plus tard, l'inspecteur l'envoie chercher pour voir les autres blessures qu'il vient de découvrir à l'abdomen. Il constate que ces blessures sont profondes. Il revient à 10h avec son assistant pour se livrer à un troisième examen post mortem. La victime a environ 40 ou 45 ans. Il lui manque cinq dents. Il y a une légère lacération de la langue. Elle porte une ecchymose au côté droit de la mâchoire du bas qui semble avoir été causée par un coup de poing, ou la pression d'un pouce, et une autre autour de l’œil gauche, causée sans doute par la pression des doigts de l'assassin. Une autre petite ecchymose est située sur la gauche du cou et une abrasion sur la droite (...). Les incisions ont été pratiquées à l'aide d'une longue lame de couteau, modérément aiguisée, avec une grande violence. Aucune trace de sang n'a été trouvée au niveau de la poitrine, que ce soit sur le corps ou sur les vêtements. Les blessures, très profondes, reprennent au bas de l'abdomen, (...) pratiquées vers le bas avec violence, et de gauche à droite. L'auteur pourrait être un gaucher, et semble avoir une connaissance approximative de l'anatomie, étant donné qu'il a su attaquer toutes les parties vitales. Les blessures ont été faites avec le même instrument dans un intervalle de quatre à cinq minutes,,,,,.
Le 17 septembre, le docteur Llewellyn précise qu'il a réexaminé le corps et qu'il n'y manque aucun organe (en écho au meurtre d'Annie Chapman, dont certains organes avaient été prélevés par l'assassin).
Le médecin aurait déclaré aussi que la façon d'ouvrir le corps de Polly Nichols faisant penser à l'éventrement d'un veau par un boucher, et que l'instrument du crime, à la différence du geste léger et précis du chirurgien, avait été manié avec une grande brutalité comme dans un abattoir.

### Audition de l'abatteur de chevaux Henry Tomkins, le 3 septembre
Il demeure 12 Coventry Street, dans le quartier de Bethnal Green. Il travaille pour M. Barber à l'abattoir de Winthrop Street. Il prend son service entre huit et neuf heures du soir, et quitte son travail vers 4h20. Deux collègues travaillent avec lui : James Mumford et Charles Brittain. Ils font une pause de minuit vingt à 1h, mais ne vont pas très loin. Avec Brittain, il reste dans la cour de Wood's Buildings pendant cette pause. Questionné par le jury, il dit qu'ils vont souvent prendre un verre pendant leur pause [James Mumford occupe un rang supérieur dans l'entreprise, et reste sur place pour garder les locaux].
Reprenant le travail à 1h, aucun d'entre eux ne quitte l'abattoir avant 4h20. Tous trois sont travaillent sans faire de vacarme. Les portes sont grandes ouvertes sur la rue, n'importe qui peut entrer. Depuis son retour à 1h, il n'entend aucun bruit, n'entend ni ne voit aucun véhicule circuler, et ne voit passer personne en-dehors de l'agent de police à 4h15. Il pense que si quelqu'un avait appelé à l'aide où se trouvait la victime, il ne l'aurait pas entendu parce que c'est trop loin.
Lorsque le coroner lui demande s'il y avait des femmes avec eux, il répond qu'il n'a rien à voir avec elles, en haussant les épaules. Le coroner insiste pour savoir s'il en a vu dans le quartier pendant sa pause. Tomkins met les mains dans les poches en répondant qu'il ne sait rien à leur sujet : aucune femme n'est venue, mais il y a toujours des hommes et des femmes de toutes sortes et de toutes tailles qui déambulent dans Whitechapel Road, qui est un endroit plutôt mal famé. Ses différentes remarques font rire l'assistance. [Tomkins est si peu clair dans ses explications que dans Pall mal gazette, le journaliste comprend qu'il est allé dans Whitechapel Road pendant sa pause. Le lendemain, pour éteindre la rumeur qui accuse les trois ouvriers, James Mumford répond à une interview de l'Echo, pour préciser que les deux hommes sont allés au Grave Maurice à minuit 20, juste avant la fermeture à minuit et demi, comme ils font d'habitude. Ils ont pris des rafraîchissements pour les ramener à l'abattoir. Mumford ne peut pas aller avec eux car il doit veiller sur les chaudières. Ce soir-là, ils abattent trois ou quatre chevaux.]
Ils arrêtent de travailler à 4h. Quand l'agent Thain leur apprend, vers 4h15, qu'un meurtre a été commis dans Buck's Row, il se rend sur place avec Mumford et le policier. Brittain les rejoint cinq minutes plus tard. En général, ils rentrent chez eux après le travail, mais ils ont voulu aller voir « cette femme qui a été assassinée ». Ils n'ont pas d'heure fixe pour terminer leur travail. Ils terminent parfois à trois, quatre, cinq, six heures, et même parfois dix heures. Tout dépend de leur quantité de travail. Et ils vont toujours boire un verre avant que les débits de boisson ferment.
En arrivant sur place, ils voient le docteur avec trois ou quatre policiers. Il pense qu'il y a aussi deux autres hommes qu'il ne connaît pas, et qui sont probablement en chemin pour leur travail. Cette question est longuement débattue et met le coroner hors de lui, car il n'arrive pas à obtenir une réponse claire sur le nombre de gens présents. Tomkins, jeune homme de petite taille modestement vêtu, garde ses mains dans ses poches pendant que le coroner s'impatiente. Ce dernier finit par s'exclamer : « Je ne comprends rien à ce langage d'équarrisseur ».
Il reste sur les lieux jusqu'à ce que le corps de la victime soit emmené par l'ambulance. À ce moment, il y a bien dix ou douze personnes présentes,.
L'activité de l'abattoir se résume à abattre des chevaux, et en faire bouillir la viande. Celle-ci est revendue ensuite comme nourriture pour les chats.

### Audition du veilleur de nuit Alfred Mulshaw le 17 septembre
Il est veilleur de nuit pour le Whitechapel District Board of Works (ou Direction des travaux publics de Londres, district de Whitechapel), Winthorp Street, à l'arrière du Working lads' Institute. Il ne quitte pas son travail avant 6h05. Il a une vue sur la rue, et observe, durant sa nuit de veille, un chantier de drainage. Il reconnaît somnoler de temps à autre (son témoignage suscite les rires du jury), mais il ne pense pas qu'il a dormi entre 3h et 6h. Il n'a vu personne et n'a entendu aucun bruit. L'abattoir est à environ 40-50 mètres. Vers 5h20, un homme passe et lui dit : « Vieil homme, une femme a été assassinée là-bas ». Il s'y rend et voit le corps examiné par un docteur. Si quelqu'un avait crié, il n'est pas certain pas qu'il l'aurait entendu. Il n'a vu personne s'enfuir. Après 23h, tout a été silencieux. Si quelqu'un s'était mis à courir, Il l'aurait remarqué. On ne voit pas souvent de policiers dans cette petite rue. Il en a vu deux patrouiller cette nuit, dont l'agent Neil. Il en passe peut-être un toutes les deux heures.

### Audition de Walter Purkiss, habitant de l'immeubleEssex Wharf, le 17 septembre
Il est le gérant d'Essex Wharf pour le compte de Brown & co., immeuble qui fait face à la scène de crime, où il habite au premier étage avec sa famille. Lui et sa femme occupent la partie donnant sur la rue, et ses enfants ainsi que son domestique dorment à l'arrière du bâtiment. Le soir du crime, ils sont tous couchés à 23h15. Mais il veille une grande partie de la nuit, et a dû dormir à partir de 2h. Il n'a rien remarqué de particulier venant de la rue jusqu'à ce que la police vienne le réveiller vers 4h. Sa femme se réveille vers 3h et ne se rendort pas, mais elle ne remarque rien non plus. D'ailleurs, la rue est inhabituellement silencieuse. Si un incident avait éclaté, ils s'en seraient très certainement aperçus. Il aurait pu voir toute la scène depuis sa fenêtre. Quand la police appelle, il ouvre la fenêtre, puis il sort de chez lui. Sont alors présents deux ou trois hommes en plus des policiers,,.
D'après d'autres comptes rendus, sa femme, qui ne trouve pas le sommeil, marche dans sa chambre, au moment supposé du crime, sans rien remarquer.
Le journal Echo recueille également le témoignage de William Purkiss, père du déposant : sa fille ouvre la fenêtre de sa chambre à 3h. La distance avec le lieu du crime est seulement d'environ quatre mètres. Il règne alors le plus grand silence. Et depuis ce moment, ils n'entendent aucun bruit.
L'immeuble Essex Wharf était encore debout en 1989.

### Audition d'Emma Green, habitante de la maisonNew Cottagedans Buck's Row, le 17 septembre

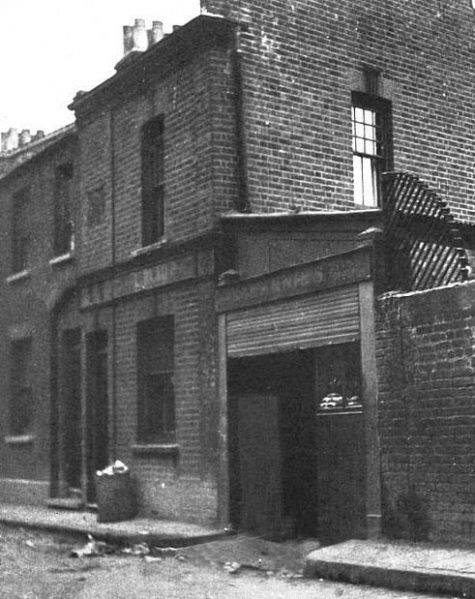
Les lieux du crime quelques années plus tard : la maison New Cottage et un local fermé par un rideau métallique, qui a remplacé l'écurie Brown. Vers 1900-1920

Elle est veuve et vit avec ses deux fils et sa fille. Ses fils sont couchés entre 21h et 22h. Sa fille et elle-même dorment dans une chambre du rez-de-chaussée, dont la fenêtre donne sur la rue, et se couchent toutes deux à 23h. Elle a le sommeil léger, et n'est pourtant réveillée que lorsque l'agent de police vient frapper à la porte, vers 4h. Elle ouvre alors la fenêtre, et voit trois ou quatre policiers et deux hommes rassemblés dans la rue. Elle aperçoit également le corps gisant à terre, mais il fait trop sombre pour le distinguer nettement. Aucun bruit n'a réveillé la maisonnée, même si en général, il y a souvent des gens très dissipés qui passent dans la rue en faisant du tapage. En dehors de cela, le voisinage est tranquille. Elle n'a aucune idée si des habitants de la rue reçoivent chez eux des prostituées. Les riverains sont tous des gens absorbés par leur travail.
Son fils a nettoyé les traces de sang de la scène de crime, parce qu'après l'enlèvement du corps, elle a estimé qu'il fallait le faire. Un policier a suivi son fils dans la cour de leur maison, d'où ils sont revenus avec un balai, puis il l'a aidé à nettoyer,,,.

### Audition de l'agent de police Jonas Mizen,H Division(secteur de Stepney), le 3 septembre
Il se trouve à 3h40 ou 3h45 au carrefour d'Hanbury Street et de Bakers Row, en train de frapper à la porte d'un habitant, lorsqu'il voit un homme venant de Buck's Row, ressemblant à un charretier, lui dire : You are wanted in Buck's Row. [Au cours de l'audition, Mizen dit reconnaître l'homme parmi les témoins présents : il s'agit de Cross, qui est effectivement charretier]. Mizen demande à l'homme ce qui se passe. Cross, accompagné d'un autre homme, répond qu'une femme a été trouvée, gisant à terre, ajoutant : « Un policier vous attend là-bas ». Les deux hommes ont l'air de travailler ensemble. Ensuite, se remettant en chemin, ils s'éloignent tous deux dans Hanbury Street. Quand Mizen arrive dans Buck's Row, l'agent Neil lui fait signe avec sa lampe et l'envoie chercher une ambulance au poste de police. Neil est alors seul avec le corps. Du sang s'écoule de la gorge de la victime jusque dans le caniveau. Il n'y a qu'une seule flaque de sang. Il remarque que le sang commence à coaguler. Plus tard, il aide à placer le corps dans l'ambulance.
Interrogé par le jury, il dément avoir continué de frapper à la porte après avoir appris ce qui se passait. Il s'est rendu immédiatement dans Buck's Row. Mais dans d'autres comptes rendus, il admet avoir seulement terminé de frapper chez l'habitant, ne donnant que deux ou trois coups avant de partir. Et Cross ne lui a jamais parlé de meurtre ou de suicide,,.

### Audition de Charles Allen Cross, charretier, le 3 septembre
Charles Allen Cross a pour véritable nom Charles Allen Lechmere (1849-1920). Pour une raison que l'on ignore, il se présente à l'audience du coroner sous le nom de Cross, emprunté à son beau-père Thomas Cross, agent de police, second mari de sa mère, mort en 1869. La mère de Lechmere s'était remariée en secondes noces, étant veuve, avec Cross en 1858, alors qu'il n'a que neuf ans. Son père, John Allen Lechmere, semble avoir disparu deux ans après sa naissance. Du vivant de Thomas Cross, tous ses beaux-enfants portent son nom, selon le recensement de 1861. Mais en se mariant en 1870, Lechmere reprend son nom d'origine qu'il conserve dans tous les actes officiels jusqu'à sa mort. Il paraît donc curieux qu'il ait repris, exceptionnellement, le nom de son beau-père le jour de l'audience devant le coroner. Pour cette raison, le journaliste suédois Christer Holmgren le soupçonne d'être le tueur et d'avoir cherché à dissimuler son identité pour échapper aux poursuites éventuelles.
Par commodité, Lechmere est nommé dans le présent article sous le nom de Cross.
Cross se présente à l'audience en blouse de travail. Il est présent pendant l'audition de l'agent Mizen.
Il habite au 22, Doveton Street, Cambridge Road, et travaille pour les établissements Pickfords. Il sort de chez lui à 3h30 ou 3h20. Il doit arriver à 4h chez Pickfords, Broad Street, dans la City. Il passe par Parson Street, puis traversant Brady Street, il entre dans Buck's Row. Il ne rencontre personne de tout le trajet. Comme il marche dans Buck's Row, il voit une forme sombre qu'il prend pour une bâche, gisant devant le portail d'un entrepôt. Il marche au milieu de la rue, et s'approchant, il voit qu'il s'agit d'une femme. Au même moment, il entend un homme venir derrière lui, à environ 30 ou 40 mètres. Il recule pour l'attendre. L'homme paraît craindre qu'il veuille l'agresser. Mais il lui dit : « Venez voir, il y a une femme ». Tous deux examinent le corps, se plaçant de chaque côté de la femme. Il fait trop sombre pour voir s'il y a du sang ou une blessure. Il ne remarque pas qu'elle a la gorge tranchée. D'après la position du corps, il pense que la femme a été agressée, et qu'elle a perdu connaissance dans la lutte, mais il est loin d'imaginer qu'elle a été assassinée.
Il prend la main de la victime et constate qu'elle est froide. Son visage est encore chaud. Il dit à l'homme : « Je crois qu'elle est morte ». L'autre met alors sa main sur la poitrine de la femme, et dit : « Je crois qu'elle respire, mais très faiblement ». Puis l'homme propose de la déplacer pour l'adosser au mur, mais Cross répond : « Je ne veux pas la toucher. Allons plutôt voir un agent de police ». L'autre dit qu'il irait bien chercher un policier, mais qu'il est pressé d'aller au travail. Lui-même est aussi pressé par le temps. Comme la robe est retroussée au-dessus des genoux, l'autre homme veut la réajuster avant de partir, mais les plis des vêtements résistent et ne veulent pas redescendre.
Il se remet en route et entre dans Bakers Row. Tournant à droite, il voit un agent de police (Mizen), et lui dit : « Il y a une femme gisant à terre dans Buck's Row. Elle semble morte ou ivre ». L'autre homme, qui l'accompagne, ajoute : « Je crois qu'elle est morte ». Le policier répond : All right. Après cela, il voit l'agent Mizen retourner frapper à la porte d'un habitant, au lieu d'aller directement dans Buck's Row.
Se remettant en chemin avec l'autre homme, ils se quittent à un angle d'Hanbury Street, l'autre tournant dans Corbett's Court.
Il ne connaît pas l'autre homme, qui lui paraît être un charretier. Il n'a rencontré personne d'autre que cet homme dans Buck's Row. Il n'a pas rencontré l'agent de police Neil, mais uniquement l'agent Mizen. Il n'a pas entendu passer de véhicule. Si quelqu'un s'était trouvé sur place au moment où il a tourné dans Buck's Row, il l'aurait entendu s'en aller. Interrogé par un juré, il dément avoir dit à l'agent Mizen qu'un autre policier l'attendait,,,.

### Audition de Robert Paul, charretier, le 17 septembre
Avant d'être entendu par le coroner, Robert Paul répond aux questions d'un journaliste du Lloyd's weekly newspaper le jour même du meurtre, 31 août, dans la soirée, au retour de son travail. Son interview est publié le 2 septembre.
Il habite au 30 Forster street, Whitechapel. Ce matin, il sort de chez lui un peu avant 3h45 pour aller à son travail à Covent Garden Market, et arrive dans Buck's Row exactement à 3h45. Il fait sombre et il est pressé, lorsqu'il voit un homme debout près de l'endroit où se trouve la femme. Mais comme il sait que le quartier est dangereux, il essaie de faire un écart pour éviter l'inconnu. Peu de gens passent ici sans se tenir sur leurs gardes, car il y a des bandes de voyous terribles qui traînent. Il y en a beaucoup qui se sont fait attaquer et voler à cet endroit. Cependant, l'homme s'approche, et lui mettant la main sur l'épaule, dit : « Venez voir cette femme. » Au bout de quelques pas, il trouve une femme allongée sur le dos. Son bonnet est à terre, à environ 60 cm de sa tête. Il a l'impression qu'elle respire encore. Son corps est chaud, alors qu'il fait froid ce matin-là. En prenant son poignet, il sent que ses mains sont froides et comprend qu'elle est morte. Elle est tellement froide qu'elle a dû mourir depuis un bon moment. Il fait trop sombre pour voir des traces de sang. Comme ses vêtements sont en désordre, il tente de les réajuster. Il pense alors qu'elle a été violentée, et qu'elle a dû mourir dans la lutte. Mais il craint d'arriver en retard à son travail, alors, discutant avec l'autre du meilleur parti à prendre, ils décident de se remettre en chemin et d'alerter le premier policier venu. Ils en trouvent un dans l'allée de l'église, tout en haut de Buck's Row, devant Old Montague Street, qui est en train d'appeler un habitant. Il dit au policier ce qu'il vient de voir, et lui demande d'y aller. [Dans une autre version, il dit qu'il envoie l'autre homme parler au policier]. Mais le policier ne lui dit pas s'il va y aller ou pas. Il continue plutôt d'appeler les habitants de l'immeuble. Robert Paul trouve ce comportement honteux, sachant qu'il vient de lui apprendre qu'une femme est morte. Il ne s'écoule pas plus de quatre minutes entre le moment où il découvre la femme et celui où il rencontre ce policier.
Il ajoute qu'il est impossible de ne pas voir le corps, et qu'un policier passant par là ne pouvait que le remarquer,,.

### Audition d'Emily Holland, amie de Mary Ann Nichols, le 3 septembre
Emily Holland est une femme âgée et mariée, vivant en ce moment à la pension Wilmott au 18, Thrawl Street. Elle se présente revêtue d'un robe brune, d'un dolman et d'un bonnet, visiblement impressionnée par le jury.
Polly Nichols a vécu avec elle pendant six semaines à la pension où elles partageaient le même lit, mais elle a disparu depuis huit ou dix jours et n'a pas été vue depuis. La nuit du meurtre, après être allé voir l'incendie à Ratcliff, elle voit Polly Nichols déboucher dans Whitechapel Road en venant d'Osborn Street, seule et ivre. Cette dernière lui explique qu'elle vit dans l'établissement « où hommes et femmes peuvent dormir ensemble » - c'est-à-dire, présume-t-elle, la White House, Flower and Dean Street - mais elle en a assez, car il y a trop de monde. Elle voudrait retourner vivre avec elle au 18, Thrawl Street, seulement, on ne l'a pas laissée revenir parce qu'elle n'a pas de quoi payer. Emily Holland pense pouvoir arranger cela, mais Polly refuse. Emily essaye alors de la persuader de rentrer avec elle. Pendant qu'elles parlent, l'horloge de l'église St. Mary sonne 2h30. Polly lui explique qu'elle a déjà gagné trois fois l'argent du loyer aujourd'hui. Elle l'a dépensé, mais elle parviendra bien à réunir une nouvelle fois la somme du loyer. Puis elle la quitte en disant qu'elle ne serait pas longue, et s'éloigne dans Whitechapel Road en direction de l'est. Elles ont parlé pendant environ sept ou huit minutes.
Emily Holland ignore de quelle manière elle gagnait de l'argent. C'était une femme sans histoire. Elle se confiait peu, et paraissait mélancolique, continuellement préoccupée par des soucis.
Selon la presse, une certaine Jane Oram ou Oran vient aussi témoigner devant le coroner. Son témoignage correspond quasiment à celui d'Emily Holland. On croit aujourd'hui qu'elles sont une seule et même personne, les journalistes ayant mal retranscrit le nom de « Holland »,,.

### Les vêtements de la victime: audition des deux employés de la morgue Robert Mann et James Hartfield, le 17 septembre
L'une des questions les plus discutées, et qui fait couler beaucoup d'encre, concerne le dépouillement prématuré du corps à la morgue par les deux employés de la morgue, responsables de la destruction d'indices de première importance.
Le 3 septembre, le coroner est mécontent que la victime ait été déshabillée par les employés de la morgue sans l'autorisation de la police. À présent, il est difficile de savoir dans quelle position exacte et dans quel état ont été retrouvés les effets de la victime. Enright précise qu'ils ont été mis en tas dans la cour de la morgue. Abberline envoie les chercher. Spratling se rappelle avoir vu des taches de sang sur certains vêtements, mais ces tâches ont pu se produire au moment du déplacement du corps.
Malgré cette plainte du magistrat et de la police envers le personnel de la Whitechapel Workhouse, le cas se reproduit après le meurtre d'Annie Chapman le 8 septembre. Son corps, conduit à la morgue d'Old Montague Street, est à son tour déshabillé et nettoyé sans l'autorisation de la police, avant même que le chirurgien ait pu faire un examen approfondi.
Le sujet est abordé dans l'enquête sur le meurtre d'Annie Chapman le 13 septembre lors d'une première audition de Robert Mann, et revient dans les auditions du 17 septembre, lorsqu'il est de nouveau interrogé avec un autre employé de la morgue. Le gardien Robert Mann, vieil homme en blouse de travail, par ailleurs résident du workhouse de Whitechapel, affirme qu'il n'a pas reçu d'instruction de la police de ne pas toucher au corps, ce que démentent Spratling et Enright. Le coroner veut savoir dans quel état étaient à l'origine les vêtements de la victime. Selon Robert Mann, ils n'étaient ni déchirés ni découpés, mais il ne se souvient plus à quel endroit étaient les traces de sang. C'est son collègue Hartfield qui les a découpés pour les retirer. James Hartfield, également un vieil homme en blouse de travail et pensionnaire lui aussi du Whitechapel Workhouse, précise qu'ils ont commencé par découper le pardessus puis la redingote. Il a dû déchirer la chemise et les jupons. Ils ont pris cette initiative parce qu'ils ont entendu qu'un chirurgien allait venir autopsier le corps, et qu'ils ont voulu prendre les devants. Pendant l'audition, un juré indigné reproche à Hartfield d'avoir, lors de la visite du jury dans la cour de la morgue, essayé de remettre le corset sur le corps de la victime. Le coroner juge que leurs témoignages ne sont pas fiables, car Robert Mann est sujet à des crises, et leur mémoire est plutôt hésitante.

### La question de la récompense
Une polémique éclate durant l'enquête du coroner sur la question de la récompense. Le sujet a été abordé une première fois quelques jours plus tôt à l'audition du 13 septembre au sujet du meurtre d'Annie Chapman.
Le 17 septembre, le contremaître Horey, qui préside le jury, regrette que le gouvernement n'ait pas offert de récompense après le meurtre de Martha Tabram, en août dernier, ce qui aurait peut-être pu empêcher que les deux suivants soient commis et fassent régner la terreur parmi la population. Si cette récompense était proposée, il serait personnellement prêt à y participer à hauteur de 25 livres. Puis il met en cause le ministre de l'Intérieur, estimant que si un riche avait été assassiné, on n'aurait pas hésité à offrir 1 000 livres pour retrouver l'assassin. Le coroner conteste cet avis, répliquant que le gouvernement se soucie autant des pauvres que des riches, et lui rappelle que le système des récompenses ne se pratique plus depuis des années.
Plus tard dans la soirée, se tient au même lieu - c'est-à-dire au Working Lads' Institute - une réunion politique présidée par Charles Tarling, en présence du député libéral de Whitechapel, Samuel Montagu (en), lequel fait connaître depuis plusieurs jours son intention d'offrir 100 livres de récompense pour l'arrestation du tueur, et demande que sa proposition soit transmise à la direction de Scotland Yard et au ministre de l'Intérieur. Rapidement, la rumeur court que la police du secteur de Stepney (H Division) serait prête à se cotiser pour ajouter 50 livres à la récompense promise par Samuel Montagu, rumeur démentie dans l'Illustrated police news du 22 septembre.
Alors qu'on spécule sur un enchérissement possible de cette offre, le ministre Henry Matthews jette de l'huile sur le fleu en écrivant qu'il n'y a aucun lieu de prévoir une telle récompense. Cette déclaration suscite les hurlements de la presse.

### Conclusions de l'enquête

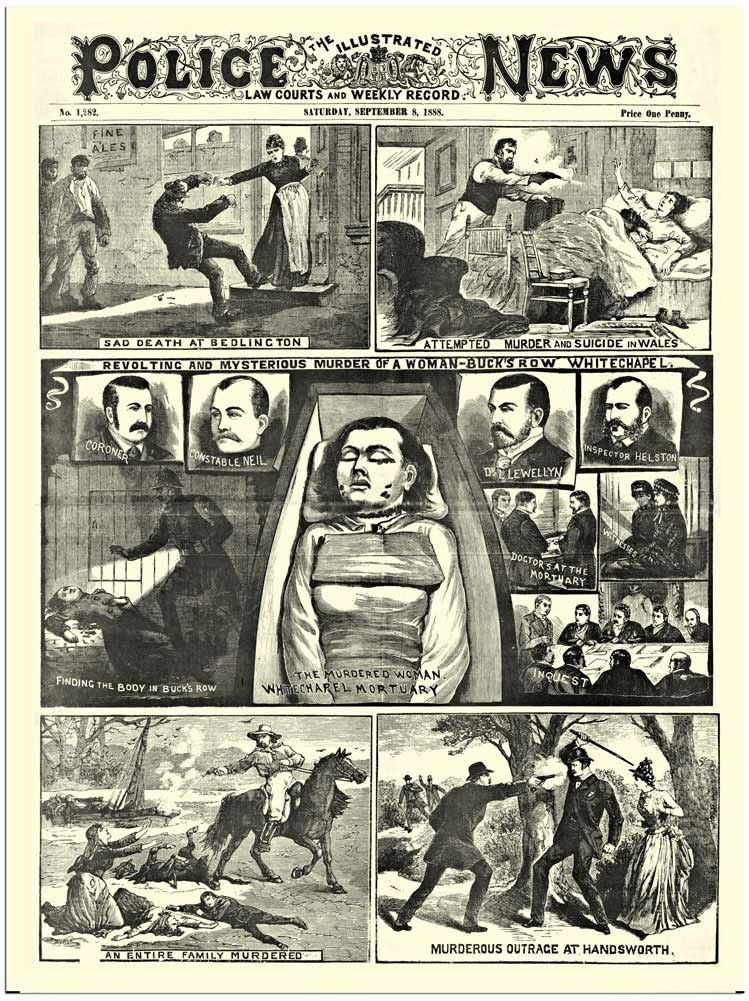
Première page de lIllustrated London News, 8 septembre 1888. Le bandeau central est consacré à l'affaire Polly Nichols

Le 22 septembre, le coroner résume l'affaire et présente ses conclusions :
La victime demeurait à la pension appelée White House, de Flower and Dean Street. Cet endroit a fait l'objet d'une enquête, et ne semble pas avoir de lien avec l'assassinat. Elle a été vue vivante pour la dernière fois à 2h30 par Emily Holland qui la connaît bien, à l'angle de Whitechapel Road et d'Osborn Street, face à l'église St. Mary (en), à environ 1 200 mètres de Buck's Row. Elle est ivre, marche en titubant, se retenant au mur pour ne pas tomber. Elle marche dans Whitechapel Road en direction de l'est. On ne sait pas ce qu'elle fait ensuite, mais la fréquentation habituelle à cette heure de cet endroit permet de supposer qu'elle y a rencontré de nombreuses personnes.
Moins d'une heure et quart plus tard, elle est découverte par un charretier, Charles Cross, rejoint par Robert Paul, un autre charretier, tous deux sur le chemin de leur travail. Elle vient tout juste d'être tuée. Paul dit qu'elle respire encore faiblement. Cross voit que ses mains sont froides, mais son visage est encore chaud. Ils ne remarquent aucune blessure, à cause de l'obscurité. Ils en avisent un policier à l'angle d'Hanbury Street et Bakers Row, environ 250-300 mètres plus loin. Pendant ce temps l'agent Neil découvre le corps. Il est alors 3h45, selon des témoignages concordants. Elle a certainement été tuée sur place. Elle n'a pu ni crier ni se débattre. Il n'y a aucune trace de lutte. Beaucoup de gens présents à proximité n'ont rien entendu. Étant donné le peu de sang retrouvé, toutes les blessures lui ont été portées alors qu'elle était déjà couchée sur le sol, peut-être parce qu'elle était ivre, ou parce qu'elle a reçu un coup, ou encore parce qu'elle a été amenée au sol de force. L'agent Neil était passé au même endroit une demi-heure plus tôt sans rien remarquer.
On peut s'étonner que l'auteur ait pu s'enfuir avec du sang sur les mains. Mais comme le quartier compte un grand nombre d'abattoirs, il a pu circuler dans Whitechapel Road, et se faufiler au milieu de la foule qui commence à animer les rues au petit matin, sans attirer l'attention.
Le coroner revient longuement sur les trois autres femmes assassinées depuis cinq mois : Emma Elizabeth Smith agressée par plusieurs hommes au petit matin dans Osborn Street le 3 avril, morte après avoir survécu vingt-quatre heures à ses blessures au London Hospital ; Martha Tabram, retrouvée le 7 août à 3h au rez-de-chaussée de George Yard Buildings, Wenthworth Street ; Annie Chapman, dont l'affaire récente est entre les mains d'un autre jury. Toutes avaient en commun d'être des femmes mariées, séparées de leurs maris, réduites à la précarité, trouvant refuge dans des lodging houses, et vivant dans l'indigence. Toutes ont été agressées après minuit, et ont reçu des blessures à l'abdomen.
Cependant, les deux derniers crimes semblent avoir été commis avec le même type d'instrument, et montrent de fortes similitudes : la présence d'ecchymoses au visage ; la tête quasi détachée du corps ; le même genre de blessures laissant supposer des connaissances anatomiques. Les deux crimes sont sans doute l’œuvre du même homme. Dans le cas de Polly Nichols, agissant en pleine rue, il a sûrement été interrompu avant d'atteindre son objectif probable d'emporter certains organes. Pour ne pas subir un nouvel échec, il a pris soin, pour le second meurtre, de se retrancher dans une arrière-cour.
Le mobile du tueur n'est certainement pas le vol, mais semble relever d'une sorte de « fanatisme maniaque ».
En écho à l'une des polémiques soulevées au cours de l'enquête, il évoque par ailleurs la nécessité pour le district de Whitechapel de se doter d'une morgue publique. Il y en avait une par le passé, mais elle a été détruite par la Direction métropolitaine des chantiers lors du percement d'une rue, ce qui avait donné lieu à une dotation budgétaire pour en construire une nouvelle, dotation que les autorités locales ont utilisé pour d'autres dépenses. En l'absence de véritable morgue, on est obligé de recourir à l'annexe mortuaire de la workhouse infirmary, Old Montague Street. Les Gardiens de la Lambeth Union en permettent l'emploi comme morgue par courtoisie. Mais ce local privé n'est pas adapté à un tel emploi, ce qui a été très préjudiciable à l'enquête.
Après avoir entendu les conclusions du coroner, le jury se retire pour délibérer vingt minutes, avant de délivrer le verdict : « Meurtre commis par un auteur non identifié »,.

## L'enquête de police
Le crime est commis sur le secteur de Bethnal Green (J Division de la police métropolitaine), et a pour enquêteurs les inspecteurs Spratling et Helson. L'inspecteur Abberline, pour le CID, supervise l'ensemble de l'enquête. De nombreux interrogatoires et fouilles sont menés dans les environs de la scène de crime. On enquête également sur les faits et gestes de la victime dans les heures précédant sa mort. L'agent Neil, qui a découvert le corps en faisant sa ronde, suppose que l'assassin s'est probablement enfui en empruntant un passage couvert reliant Winthorp Street et Whitechapel Road (il cite le passage des Queen's buildings mais on pense qu'il s'agit plutôt de celui des Woods buildings). Le trafic de Whitechapel Road est important au moment du crime (nombreuses prostituées en train de rentrer chez elles, travailleurs se rendant aux marchés), et il a pu facilement passer inaperçu au milieu de tous ces passants.
L'attention se porte dans un premier temps sur les trois abatteurs de chevaux de Winthorp Street. Interrogés tous les trois séparément par la police, ils sont mis hors de cause, notamment grâce au témoignage de l'agent John Neil qui les a vus travailler en faisant sa ronde. Mais rapidement, les policiers s'intéressent à un certain « Tablier de Cuir » qui ressort des interrogatoires de nombreuses prostituées. L'homme aurait pour habitude depuis longtemps de les menacer et de les maltraiter, répandant chez elles un « sentiment de terreur ». Mais l'information fuite, et dès le 4 septembre, le public en est informé par le Star et d'autres journaux. Alerté par ce battage médiatique, « Tablier de Cuir » disparaît de la circulation pour être caché par ses proches. Les recherches menées dans de nombreuses lodging houses pour le débusquer ne donnent rien. La police le retrouve finalement le 10 septembre - il s'agit de John Pizer - et après l'avoir interrogé, le met hors de cause.
Entretemps, une seconde victime, Annie Chapman, est découverte le 8 septembre au 29 Hanbury Street, sur le secteur de Stepney (H Division), du ressort des inspecteurs Chandler et West. L'enquête se poursuit sous la supervision d'Abberline, assisté de Helson.
L'inspecteur Abberline résume le bilan de l'enquête dans son rapport du 19 septembre,.

## Contexte social et politique
L'affaire du meurtre de Polly Nichols intervient dans un contexte de tension sur la scène politique, de paupérisation des quartiers populaires de Whitechapel et de Spitalfields, et de hausse de l'insécurité.

### Climat social dans le district de Whitechapel

#### L'émotion
Dans la matinée qui suit la découverte du crime, une vague d'émotion s'empare des habitants du quartier. Au début du mois d'août, l'assassinat de Marta Tabram quelques rues plus loin, s'ajoutant à celui d'Emma Smith en avril, avait déjà déclenché une première indignation qui commençait seulement à s'apaiser. À présent, les habitants sont persuadés que les trois crimes sont l'œuvre d'un même fou qui sillonne le quartier. La terreur s'empare en particulier des femmes de Whitechapel.
Le jour-même de la découverte, la foule et les journalistes affluent sur la scène du crime. Chacun cherche des indices et croit même découvrir des traces de sang dans Brady Street. Par la suite, à mesure que la police piétine, de nombreux détectives amateurs se lancent aussi dans l'enquête.

#### Rumeurs et paranoïa
Les rumeurs vont bon train sur le compte de nombreux suspects. Dès les premiers jours, la vindicte populaire cherche activement un coupable. De nombreux incidents éclatent : tout acte d'agression, et parfois de simples propos mal interprétés, font naître de nouveaux soupçons, entraînant des scènes de lynchage. Lorsqu'un homme est arrêté près de l'église de Spitalsfield pour des faits sans rapport avec l'affaire, tout le quartier entre immédiatement en ébullition. À travers les chroniques de la presse qui rapportent ces différents événements, l'opinion découvre le sort des femmes du Whitechapel et des violences qu'elles subissent au quotidien.
Rapidement, les trois abatteurs de chevaux de Winthrop Street, qui travaillaient à proximité du lieu du crime, sont soupçonnés. La déposition confuse de Tomkins, le 3 septembre, devant le coroner, cherchant maladroitement à dissimuler qu'il s'est rendu dans Whitechapel Road pendant sa pause, produit un effet catastrophique. Dans la nuit, des graffitis tracés sur la porte de l'abattoir accuse les trois ouvriers d'avoir assassiné Polly Nichols dans leur atelier. Les habitants sont d'ailleurs persuadés, puisque personne n'a rien entendu, et que peu de sang a été retrouvé, que la victime a été tuée à l'intérieur d'un bâtiment, puis transportée à bord d'un véhicule pour être ensuite abandonnée dans la rue. Le coroner lui-même soupçonne les abatteurs de chevaux de recevoir des prostituées de Whitechapel Road sur leur lieu de travail. Il a d'ailleurs les mêmes soupçons envers les habitants de Buck's Row. Les trois équarrisseurs sont terrorisés, et leur chef tente de réparer, dans une interview publiée par la presse, les propos maladroits de Tomkins en expliquant plus clairement leurs faits et gestes la nuit du meurtre. Le journaliste, invité à visiter leur abattoir, en profite néanmoins pour décrire en détail dans un article l'arsenal de couteaux utilisés par les ouvriers.
Mais rapidement, les abatteurs de chevaux sont oubliés au profit d'un personnage, surnommé « Tablier de Cuir », qui hante Whitechapel. La paranoïa s'accompagne alors de relents d'antisémitisme, surtout à partir du meurtre d'Annie Chapman qui génère des manifestations violentes visant les Juifs. Ce climat conduit le Grand Rabbin de la synagogue de Bayswater (en), le Dr Hermann Adler, à réagir en soulignant dans une déclaration l'incompatibilité de ces crimes avec l'esprit du judaïsme.

#### Fascination morbide
En parallèle, cette vague d'émotion se teinte d'une certaine fascination pour la victime, ainsi que pour les lieux du crime, ou encore pour la morgue où la dépouille est entreposée. Dès le samedi 1er septembre, le lendemain du meurtre, et les jours suivants, les badauds prennent l'habitude de se rassembler quotidiennement dans Buck's Row, manifestant un « intérêt morbide » pour la scène de crime. Une semaine plus tard, la ferveur de la foule, à laquelle se mêlent des écrivains et des artistes, n'est toujours pas retombée. Des masses de badauds rôdent quotidiennement autour de la morgue. Un journaliste s'en fait ouvrir les portes pour contempler la dépouille de Polly Nichols, et examiner les vêtements entassés dans la cour. Le jour de l'enterrement, des milliers de personnes suivent le convoi funèbre. Une bousculade se produit lorsque la foule cherche à voir de près le cercueil, mais un important dispositif policier permet d'empêcher les débordements. Le cortège passe symboliquement par Buck's Row, dont les habitants ont fermé leurs volets en signe de deuil.

#### Le sous-équipement du district de Whitechapel
L'état de délabrement du district de Whitechapel paraît au grand jour. Les autorités n'y disposent d'aucun bâtiment administratif, et en l'absence de tribunal, les auditions doivent se dérouler dans une salle du Working Lads Institute, institution de bienfaisance fondée par la bourgeoisie dans le but de fournir une éducation « morale » aux classes populaires. Par ailleurs, l'absence de morgue publique, compensée par l'utilisation d'un local inadapté fourni par le Whitechapel Workhouse, et confié à deux de ses résidents, scandalise les éditorialistes. Les deux employés âgés croient bien faire en dépouillant la victime, détruisant involontairement la « chaîne de preuve », ce qui provoque la colère du coroner au cours de l'enquête, mais également la frustration amère des chroniqueurs devant la pauvreté des moyens. Le Daily telegraph va jusqu'à citer en exemple « l'admirable modèle français » dont on ferait bien de s'inspirer pour moderniser les équipements.

#### La précarité
Polly Nichols est elle-même une ancienne résidente du Lambeth Workouse. L'examen de son parcours personnel met en pleine lumière les conditions de vie des plus modestes travailleurs, des sans-abris, ou des femmes sans ressources, logés à la journée dans des pensions collectives, les lodging houses telles que la pension Wilmott, ou pis encore, les doss houses où règne la plus grande promiscuité, ultime refuge avant la rue.

#### Les bandes criminelles
Par ailleurs, l'affaire révèle le niveau d'insécurité régnant dans le quartier. Les habitants sont notamment préoccupés par des bandes criminelles, dont l'une surnommée le High rips gang, terrorisant les passants, ou rackettant et menaçant les prostituées. La police les soupçonnait jusque là d'avoir assassiné Emma Smith, victime de plusieurs agresseurs, ou Marta Tabram, et les surveille de près. Elle suppose même l'existence d'autres crimes dont on n'aurait pas connaissance, les bandes criminelles faisant peut-être disparaître les femmes qui auraient résisté à leur chantage,. La déposition de Robert Paul devant le coroner révèle la dangerosité des rues, où les passants peuvent tomber dans des guet-apens et être dévalisés.

#### Les associations d'habitants
Les commerçants alertent les pouvoirs publics par l'intermédiaire de la presse, ou en se liguant. L'un d'eux, par exemple, demeurant près de l'église de Whitechapel, écrit au Daily News pour se plaindre des nombreux actes de violence et des combats de rue qui se produisent dans le quartier, et accuse l'inaction de la police. La presse fait état d'une « demande générale » aux autorités d'une meilleure sécurité et d'une protection. Dans ce contexte, émerge le 10 septembre, deux jours après le meurtre d'Annie Chapman, un « Comité de vigilance » fondé au cours d'une réunion dans un pub par un groupe de commerçants, et présidé par George Lusk, entrepreneur et décorateur de théâtre, incluant même des artistes tels que l'acteur Charles Reeves. Leur intention est de patrouiller pour assurer la sécurité des femmes de Whitechapel.
Les préoccupations de la classe moyenne et de la bourgeoisie trouvent même un écho pendant la séance de l'enquête judiciaire du 17 septembre, lorsque le jury populaire met en cause le gouvernement sur la question de la récompense. S'engage alors une joute tendue entre le contremaître qui préside le jury et le coroner. Le soir même, dans le même Working Lads Institute, se tient une réunion politique animée par le député libéral de Whitechapel, et banquier, Samuel Montagu (en), lequel prend à partie, à son tour, le gouvernement et en particulier le ministre de l'Intérieur Matthews. Le gouvernement conservateur excluant de rétablir le système de la récompense, devient la cible d'une opinion bourgeoise influencée par le parti libéral et la presse « radicale ».

### Crise interne au sein de la police et climat politique
Avant même que l'affaire éclate, la crise interne qui secoue la police métropolitaine fait grand bruit. Le jour même du meurtre de Polly Nichols, la presse commente les remaniements en cours à la tête de Scotland Yard, avec la promotion de Robert Anderson comme adjoint au haut-commissaire (assistant commissioner), et chef du CID (ou Criminal Investigation Department, cellule d'élite de la Police métropolitaine), en remplacement de James Monro (en). Le Star du 31 août reproche à Charles Warren, haut-commissaire (commissioner) depuis 1886, d'avoir transformé l'institution policière en une force militaire, et d'avoir suscité un fort mécontentement interne qu'il a écrasé par une série de sanctions disciplinaires et de révocations. Le départ de son rival Monro, très populaire auprès des policiers, et dont le Star se fait le défenseur, en est l'acte final. Warren en aurait profité pour introduire ses hommes issus de l'armée, en remplacement de policiers chevronnés. Le journal de gauche, rappelant l'inutile répression sanglante contre le rassemblement ouvrier de Trafalgar Square en novembre 1887, affirme qu'au bout d'un an de règne, Warren a réussi à monter totalement la population contre la police. Il l'accuse de n'avoir d'autre but que de mener une croisade contre la « Révolution sociale », et réclame sa démission. À travers le Star se manifeste toute l'animosité de l'opposition libérale qui guette avec impatience les prochaines élections pour reprendre le pouvoir. Warren avait pourtant été nommé par le gouvernement libéral en remplacement d'Edmund Henderson, démissionnaire après la répression des précédentes émeutes socialistes du 8 février 1886 à Trafalgar Square. Mais depuis la victoire des conservateurs aux élections de la même année, il s'est mué en cible de choix pour la gauche, et en représentant de l'ordre bourgeois.
Dans son édition du lendemain, le Star commence à mêler cette polémique à l'affaire des « Meurtres de Whitechapel », dont le dernier lui paraît comparable à une nouvelle d'Edgar Poe telle que Double assassinat dans la rue Morgue. Le quotidien conclut sur une touche d'ironie : « Le meurtrier est probablement un Monstre. Aussi, lorsque Sir Charles aura terminé de chercher querelle à ses policiers, peut-être envisagera-t-il d'aider les habitants de l'est londonien à l'attraper ». Finalement, ne résistant pas à cette charge, Warren annonce sa démission dès le 3 septembre. Les libéraux s'en réjouissent et s'attendent à la nomination de Malcolm Wood pour lui succéder, qui a leur préférence et était déjà pressenti en1886.
Mais Warren reste finalement en place, et le 19 septembre, c'est au tour du Daily telegraph de lancer une charge contre le ministre de l'Intérieur, Henry Matthews, attirant l'attention sur l'état déplorable des morgues londoniennes qu'il qualifie de « scandaleux taudis », les comparant à des « hangars » sous-équipés. Devant la déroute chaotique de la police, démunie de la moindre piste sérieuse, le quotidien réclame que l'enquête soit maîtrisée par « une seule tête pensante ». Les compétences de Warren, au demeurant excellent militaire et parfait pour le maintien de l'ordre, sont mises en doute en matière d'investigation criminelle. L'auteur réclame la démission du ministre, et une réforme d'ampleur impliquant la création d'un magistrat, sur le modèle du « juge d'instruction français », qui puisse avoir toute latitude pour diriger l'enquête judiciaire.
L'évocation du modèle français est récurrent chez les opposants au pouvoir conservateur. Le Daily telegraph publie le même jour une lettre d'Evans Hurndall, pasteur d'Harley Street Chapel appelant les pouvoirs publics à mieux assister les populations démunies de Whitechapel, sans quoi il prédit le soulèvement d'un demi-million de pauvres. Réclamant lui aussi l'avènement d'une police d'investigation qui ne soit pas seulement dévolue au maintien de l'ordre, il va jusqu'à faire l'éloge de la Révolution française. Le Daily news, en commentaire du constat d'échec de la police lors de la clôture de l'enquête du coroner le 22 septembre, se met à rêver d'une police à la française sur le modèle du fameux Lecoq, l'inspecteur mythique des romans de Gaboriau.
Au fur et à mesure que les jours passent, la frustration augmente et les critiques contre le gouvernement se font de plus en plus féroces. Le 24 septembre, le Daily telegraph lance une nouvelle charge au vitriol contre les autorités accusées de pratiquer la rétention d'information vis-à-vis des journalistes accrédités. La France est encore citée en exemple avec sa Gazette des tribunaux réputée avoir fait preuve d'une transparence exemplaire et journalière pendant l'affaire Pranzini en juillet 1887.

### Webographie
- Casebook : Jack the Ripper. Site internet rassemblant une documentation abondante sur les meurtres de Jack l'éventreur (retranscriptions de coupures de presse et de pièces d'archives, iconographie), des chronologies, des essais de synthèse, des forums de discussion, etc. Dont :
  - Mary Ann Nichols : chronologie et synthèse concernant Mary Ann Nichols (comprenant de nombreux liens vers des coupures de presse retranscrites).
  - Full notes on Charles Cross / Lechmere : discussion entre membres du forum faisant part des résultats de leurs recherches sur Charles Allen Lechmere alias Cross. Publiée principalement entre le 16 et le 23 août 2012.
- Wiki : Jack the Ripper. Banque documentaire, comprenant des images, du site Casebook : Jack the Ripper.
- Jack the Ripper Map. Site internet de Geoff Cooper, 2017. L'auteur présente son étude cartographique des meurtres de Jack l'éventreur.
- The workhouse..., the story of an institution : Whitechapel (and Spitalfields), Middlesex, London. Blog de Peter Higginbotham, [s.d.].

### Filmographie
- Jack the ripper : the missing evidence, film documentaire britannique réalisé en 2014 par Martin Pupp et Sam Berrigan Taplin, avec le journaliste suédois Christer Holmgren, le policier Andy Griffith, le criminologue Gareth Norris, et al., 45 min, musique de Kevon Cronin, diffusé en 2015 sur la chaîne de télévision britannique Channel 5. Diffusé en France en 2019, sur France 5, sous le titre : Jack l'éventreur, la fin du mystère.

Cette émission présente la thèse de la culpabilité de Charles Allen Lechmere, et s'appuie en grande partie sur les circonstances du meurtre de Polly Nichols.

### Sources

#### Archives de Scotland Yard
Dans la série MEPO (pour Metropolitan Police), conservée aux Archives nationales de Grande-Bretagne :
- MEPO-3/140, folio no. 235-238 (31 août 1888) : Mary Ann Nichols (31 Aug 1888) : Police report : examination and description of deceased with subsequent enquiries : procès-verbal de l'inspecteur John Spratling, poste de police de Bethnal Green (J Division), concernant la découverte du corps de Mary Ann Nichols. 3 p. Signé Spratling.
- MEPO-3/140, folio no. 239-241 (7 septembre 1888) : Mary Ann Nichols (31 Aug 1888): Police report : identification and personal details of her history with subsequent enquiries leading to the search for Jack Pizer alias Leather Apron, known to be in the habit of ill-using prostitutes : 4 p.
- MEPO-3/140, folio no. 242-257 (19 septembre 1888) : Mary Ann Nichols (31 Aug 1888): Police report : details regarding the murders of Mary Ann Nichols and Annie Chapman alias Siffey ; detention and questioning of various suspects : rapport de l'inspecteur George Abberline, Criminal Investigation Department (CID), sur les deux meurtres de Mary Ann Nichols et d'Annie Chapman. 15 p. Signé Abberline.

#### Sources de presse
- The Daily news, London, 1er, 3, 4, 18 et 24 septembre 1888.
- The Daily telegraph, London, 3, 10, 18, 19 et 24 septembre 1888.
- East London advertiser, London, 8 et 22 septembre 1888.
- East London observer, London, 1er et 8 septembre 1888.
- Echo, London, 31 août, 3, 4, 6, 8 et 17 septembre 1888.
- Evening news, 31 août et 1er septembre 1888.
- Evening standard, London, 1er, 3, 4 et 7 septembre 1888.
- The Illustrated police news, London, 8 et 22 septembre 1888.
- Lloyd weekly newspaper, 2 septembre 1888.
- Morning advertiser, London, 3, 4 et 18 septembre 1888.
- Pall mal gazette, London, 31 août et 3 septembre 1888.
- The Star, London, 31 août, 1er, 3, 4, 6 et 11 septembre 1888.
- The Times, London, 27 avril 1866 ; 1er, 3, 4 et 24 septembre 1888.

#### Sources iconographiques

##### Photographies
- [Portrait mortuaire de Mary Ann Nichols à la morgue d'Old Montague Street] (voir ci-dessus). Cliché réalisé entre le 31 août et le 6 septembre 1888.

Conservé aux Archives nationales de Grande-Bretagne, à Londres (Kew), cote MEPO 3/3155 (Photographs of victims Mary Ann Nichols, Annie Chapman, Elizabeth Stride and Mary Janet Kelly(2) : Papers sent anonymously to New Scotland Yard, Nov 1987), où il a été versé en 1988 à la suite d'un don anonyme (une enveloppe postée à Croyden, envoyée à Scotland Yard, contenait des photographies des cinq victimes, la fameuse lettre Dear Boss, et d'autres documents originaux provenant des archives de la police métropolitaine, probablement prélevés par un policier et conservés dans sa famille jusqu'à cette restitution, d'après le Daily telegraph, 19 août 1988).
Publié pour la première fois en 1988.
- [Vue du carrefour d'Osborn Street et de Whitechapel Road]. Cliché fin XIXe s., auteur et lieu de conservation inconnus.

Polly Nichols a été vue pour la dernière fois vivante par Emily Holland à ce carrefour, devant la boutique d'un épicier (peut-être celle que l'on aperçoit à droite).
Consultable sur le site du Daily telegraph, en illustration de l'article : « When Whitechapel’s impoverished streets were deadly for women at night », de Troy Lennon, 3 avril 2018.
- [Vue de Woods Buildings, passage couvert reliant Winthorp Street et Whitechapel Road]. Cliché de 1925, auteur et lieu de conservation inconnus.

On aperçoit au fond Whitechapel Road. Cliché pris depuis l'entrée du passage en venant de Winthorp Street. D'après plusieurs auteurs, et notamment selon le témoignage de l'agent de police John Neil, ce passage offre une voie dérobée idéale à l'assassin en fuite après le meurtre de Polly Nichols.
Consultable sur Wiki : Jack the Ripper, banque documentaire du site Casebook : Jack the Ripper. D'autres photographies sont consultables sur le forum de discussion JTRForums.
- [Le lieu du meurtre de Mary Ann Nichols vers la fin du XIXe s.], (voir ci-dessus). Auteur et lieu de conservation inconnus.

Sur la gauche, on reconnaît la maison New cottage (détruite au début du XXe s.). Sur la droite, le portail en bois des écuries Brown a fait place à un rideau métallique (les rideaux métalliques existaient déjà dans les années 1890), donnant accès à un nouveau local fermé sous un toit incliné. Mais on reconnaît encore le mur de briques sur la droite surmonté d'une herse.
- [L'église St. Mary, à Whitechapel, après l'incendie de 1880], (voir ci-dessus). Auteur et lieu de conservation inconnus.

L'église St. Mary Matfelon, livrée en 1877, se dressait dans Whitechapel Road à proximité du carrefour d'Osborn Street. On aperçoit le clocher, avec son horloge, et sur sa droite l'église dévastée par un incendie en août 1880, après seulement trois années d'existence. En revanche, le clocher a été épargné par le feu. L'église est reconstruite et livrée en 1882. En grande partie détruite par un bombardement allemand en décembre 1940, elle est laissée à l'abandon jusqu'à sa démolition définitive en 1952.
Whitechapel Road longe le clocher sur son flanc gauche. Le cliché est pris depuis le carrefour d'Osborn Street, où se sont rencontrées Emily Holland et Polly Nichols la nuit du meurtre. Pendant qu'elles discutent, elles entendent l'horloge de l'église sonner 2h30, une heure avant le crime. Polly Nichols marche ensuite dans Whitechapel Road, en passant devant l'église, en direction de l'est.
- [L'immeuble Essex Wharf]. Cliché de 1989. Auteur et lieu de conservation inconnus.

L'inscription « Essex Wharf » est visible sur le flanc gauche de cet immeuble de briques. La nuit du meurtre, les époux Purkiss occupent le premier étage. Leurs fenêtres donnent directement sur le lieu du crime. Mme Purkiss est éveillée au moment du meurtre, mais ne remarque rien. L'immeuble est détruit dans les années 1990.
Consultable sur Wiki : Jack the Ripper, banque documentaire du site Casebook : Jack the Ripper. D'autres photographies sont consultables sur le forum de discussion JTRForums.

##### Illustrations de presse
- Revolting and mysterious murder of woman, Buck's Row, Whitechapel. Vignette centrale en première page du journal : The Illustrated police news, Londres, 8 septembre 1888 (consultable ci-dessus).

Comprend plusieurs illustrations : Finding the body in Buck's Row ; The murdered woman, Whitechapel mortuary ; Doctors at the mortuary ; Witnesses ; Inquest. Et quatre portraits : Coroner ; Constable Neil ; Dr Llewellyn ; Inspector Helston.
- The Whitechapel mystery, dessin non signé paru en première page du journal : The Penny illustrated paper and illustrated Times, Londres, 8 septembre 1888 (consultable ci-dessus).

L'agent de police John Neil découvre et éclaire de sa torche le corps de Polly Nichols, avec vue en perspective de Buck's Row en direction de Brady Street. On reconnaît le portail des écuries Brown, et à sa gauche la maison New Cottage, dont la première fenêtre du rez-de-chaussée donne sur la chambre de Mme Green et de sa fille. La victime touche le portail de sa main gauche, conformément aux descriptions, mais son visage n'est pas tourné vers Brady Street.
La vignette du haut contient les portraits esquissés de l'agent Neil, du Dr Llewellyn, de l'inspecteur Helson et du coroner Baxter.
- [L'agent de police John Neil découvrant et éclairant le corps de Polly Nichols], gravure signée (F. Fi...) parue dans la presse vers 1888. Source non identifiée.

On reconnaît à l'arrière-plan le portail des écuries Brown et la maison New cottage (les proportions sont peu respectées, sans doute pour des questions de mise en page, la hauteur du portail atteignant en réalité trois mètres de haut d'après la déposition de l'agent Neil). Ici, l'agent Neil paraît venir de Brady Street (ce qui est peu conforme à son témoignage, car il s'avançait au contraire en direction de Brady Street).
Consultable sur le site du Daily telegraph, en illustration de l'article : « Mary Ann Nichols was the first of five women believed to be victims of serial killer Jack the Ripper », de Troy Lennon, 31 août 2018.
- [Façade du Working Lads' Institute], gravure anonyme parue dans l'Illustrated London news, le 7 novembre 1885, une semaine après l'inauguration du nouveau bâtiment par le prince et la princesse de Galles, accompagnés du duc de Clarence le 31 octobre.

Construit en 1885 dans Whitechapel Road, non loin du lieu du crime, jouxtant la gare de Whitechapel sur sa gauche (Whitechapel Station) et le Grave Maurice (où se rendent les deux abatteurs de chevaux pendant leur pause) sur sa droite. Le tribunal du coroner y tient ses séances dans la bibliothèque.
Consultable sur le site Jack the Ripper tour, a walk worth investigating, en illustration de l'article « Opening off the Working Lads Institute », de Richard Jones, 26 avril 2017.
- [Charles Cross alertant l'agent de police Mizen], gravure parue dans la presse vers 1888. Source non identifiée.

Consultable sur le site Unsold Whitechapel : Whitechapel murders, Jack the ripper case of 1888.
- [La morgue d'Old Montague Street], croquis paru dans la presse vers 1888. Source non identifiée.

Consultable sur Wiki : Jack the Ripper, banque documentaire du site Casebook : Jack the Ripper.

#### Cartes
- London drawn and engraved expressly for the Post office Directory. London : Kelly, 1888.

Plan de Londres en 1888. Consultable sur Gallica.
- Ordnance Survey Map of Whitechapel, 1894.

Carte publiée par l'Ordnance Survey, service cartographique d'Etat.
Consultable sur le site Casebook : Jack the Ripper.
- Jack the Ripper map of Spitalfields & Whitechapel 1888, par Geoff Cooper, 2017.

Comprend différents plans très détaillés et une étude cartographique des meurtres de Jack l'éventreur.
Consultable sur le site de l'auteur : Jack the Ripper map.
- Polly Nichols, see what a jolly bonnet I'm wearing, 31st august, 1888.

Comprend la réalisation d'un plan des environs du meurtres de Polly Nichols.
Article du site T en weeks in Whitechapel, publié le 21 octobre 2018, sous le pseudonyme Somegreengrass.

### Bâtiments encore visibles de nos jours

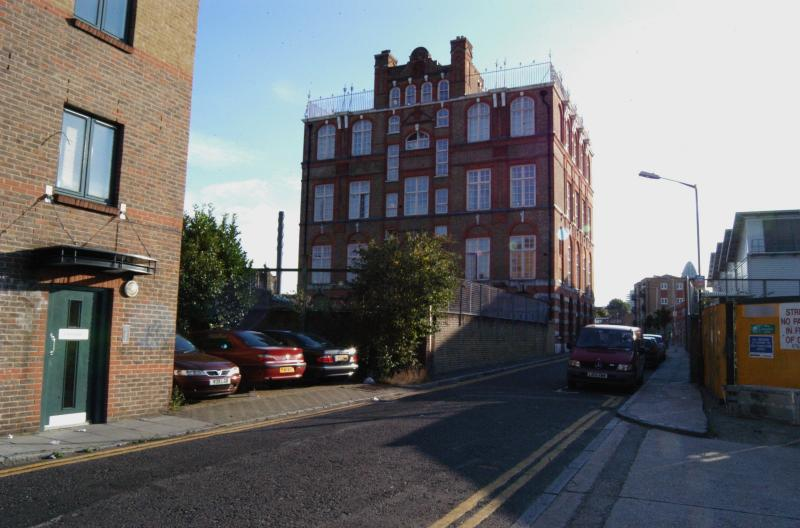
Durward Street, anciennement Buck's Row, en 2006. Au fond, le bâtiment du pensionnat. Les écuries Brown étaient à l'emplacement du parking actuel. Le pont surplombe la voie ferrée.

- Le Lambeth Workhouse (en), vaste construction de brique aux allures de caserne, où fut internée Polly Nichols à de nombreuses reprises entre 1880 et 1888, et où séjourna également l'acteur et réalisateur Charlie Chaplin dans son enfance en 1896-1898, avec sa mère et son frère. Construit entre 1871 et 1873 dans Renfrew Road, quartier de Lambeth, il abrite aujourd'hui le Cinema museum (en) de Londres.
- L'internat scolaire (Board school en anglais), édifice imposant en briques, parcouru d'arcades au rez-de-chaussée, dresse sa silhouette large et massive au début de la fourche entre Buck's Row (aujourd'hui Durward Street (en)) et Winthorp Street, à deux pas de l'endroit où a été assassinée Polly Nichols. Il est possible qu'accompagnée de son meurtrier, en venant de Whitechapel Road, elle ait longé ce bâtiment avant de traverser le pont qui enjambe la voie ferrée et d'atteindre le portail des écuries Brown, devant lequel elle a trouvé la mort. Il est possible également que l'assassin soit repassé par ce chemin pour s'enfuir à l'approche de Charles Cross arrivant dans Buck's Row par Brady Street.
- Le Working Lads' Institute, dans Whitechapel Road, construit en 1884-1885 par l'architecte George Baines, livré en 1885, dont le fronton élevé domine tout le quartier de Whitechapel. L'institution est d'abord fondée en 1878 par le philanthrope et marchand Henry Hill dans le but de fournir des distractions, dans un but éducatif, aux garçons de plus de treize ans des classes populaires, sur leur temps de loisir. En 1885, elle se dote de ce nouveau bâtiment, étendu en 1887-1888, disposant dans sa réalisation finale d'une bibliothèque, d'un gymnase, d'une piscine, de salles de classe, etc. (Berk & Kolsky ; Cherry, O'Brien & Pevsner, p. 430). Le bâtiment a été reconverti depuis en immeuble d'habitation.
- Woods Buildings, passage couvert reliant Winthorp Street et Whitechapel Road.
- Le pub Frying pan, construit en 1891. Rénové et transformé en 1966. L'établissement ferme en 1991, puis devient un restaurant nommé le Sheraz. L'enseigne en terre cuite du Frying pan est toujours visible au fronton surmontant l'angle de l'édifice.

### Bâtiments aujourd'hui détruits
- La maison New cottage, dans Buck's Row. Détruite au début du XXe s. Elle était encore debout en 1928[N 1].
- Les écuries Brown, dans Buck's Row. Détruites vers les années 1888-1900.
- L'immeuble Essex Wharf, dans Buck's Row, détruit dans les années 1990.
- L'église St. Mary Matfelon, dans Whitechapel Road, détruite par les bombardements allemands de 1940, puis définitivement démolie en 1952.
- La White house[N 2], maison d'hébergement du 56 Flower and Dean Street, appartenant à James Smith. Détruite en 1975.
- La lodging house Wilmott, au 18 Thrawl Street. En activité depuis 1852. Appartient à George Wilmott de 1862 à 1872. En 1888, le propriétaire est Alfred Wood. Wilmott possédait aussi les lodging houses des 11-15 et 18 de la même rue jusqu'en 1891. Frances Coles, prostituée assassinée en 1889, vivait aussi à la maison Wilmott. On ignore si le bâtiment a survécu aux travaux de réaménagement de 1908. En tout cas, il n'existait plus après les travaux des années 1970[N 3].